# 1958
| [ Edytuj tabelę ]                                                | |
| Przewodniczący Rady Państwa                                      | - 1952 Aleksander Zawadzki 1964 |
| Premier Polski                                                   | - 1954 Józef Cyrankiewicz 1970 |
| Prezydent Polski na uchodźstwie                                  | - 1947 August Zaleski 1972 |
| Premier rządu RP na uchodźstwie                                  | - 1955 Antoni Pająk 1965 |
| I sekretarz KC PZPR                                              | - 1956 Władysław Gomułka 1970 |
| Król Afganistanu                                                 | - 1933 Mohammad Zaher Szah 1973 |
| Premier Afganistanu                                              | - 1953 Mohammad Daud Chan 1963 |
| Przywódca Albanii                                                | - 1944 Enver Hoxha 1985 |
| Premier Albanii                                                  | - 1954 Mehmet Shehu 1981 |
| Współksiążęta Andory                                             | - 1943 Ramón Iglesias i Navarri 1969 - 1954 René Coty 1959                                                                                                   |
| Król Arabii Saudyjskiej                                          | - 1953 Su’ud ibn Abd al-Aziz Al Su’ud 1964 |
| Prezydent Argentyny                                              | - 1955 gen. Pedro Eugenio Aramburu 1958 - 1958 Arturo Frondizi 1962                                                                                          |
| Premier Australii                                                | - 1949 Robert Menzies 1966 |
| Prezydent Austrii                                                | - 1957 Adolf Schärf 1965 |
| Kanclerz Austrii                                                 | - 1953 Julius Raab 1961 |
| Prezydent Birmy                                                  | - 1957 Win Maung 1962 |
| Premier Birmy                                                    | - 1957 U Nu 1958 - 1958 Ne Win 1960 |
| Król Belgów                                                      | - 1951 Baudouin 1993 |
| Premier Belgii                                                   | - 1954 Achille Van Acker 1958 - 1958 Gaston Eyskens 1961 |
| Król Bhutanu                                                     | - 1952 Jigme Dorji Wangchuck 1972 |
| Premier Bhutanu                                                  | - 1952 Jigme Palden Dorji 1964 |
| Prezydent Boliwii                                                | - 1956 Hernán Siles Zuazo 1960 |
| Prezydent Brazylii                                               | - 1956 Juscelino Kubitschek 1961 |
| Sułtan Brunei                                                    | - 1950 Omar Ali Saifuddien III 1967 |
| Przywódca Bułgarii                                               | - 1954 Todor Żiwkow 1989 |
| Premier Bułgarii                                                 | - 1956 Anton Jugow 1962 |
| Prezydent Chile                                                  | - 1952 Carlos Ibáñez del Campo 1958 - 1958 Jorge Alessandri 1964                                                                                             |
| Przewodniczący ChRL                                              | - 1949 Mao Zedong 1959 |
| Premier Chin                                                     | - 1949 Zhou Enlai 1976 |
| Prezydent Czechosłowacji                                         | - 1957 Antonín Novotný 1968 |
| Premier Czechosłowacji                                           | - 1953 Viliam Široký 1963 |
| Król Danii                                                       | - 1947 Fryderyk IX 1972 |
| Premier Danii                                                    | - 1955 Hans Christian Hansen 1960 |
| Dalajlama                                                        | - 1940 Tenzin Gjaco |
| Prezydent Dominikany                                             | - 1952 Héctor Trujillo 1960 |
| Prezydent Egiptu                                                 | - 1954 Gamal Abdel Naser 1958 |
| Premier Egiptu                                                   | - 1954 Gamal Abdel Naser 1961 - 1958 Nur ad-Din Tarraf 1960                                                                                                  |
| Prezydent Ekwadoru                                               | - 1956 Camilo Ponce Enríquez 1960 |
| Cesarz Etiopii                                                   | - 1941 Hajle Syllasje 1974 |
| Premier Etiopii                                                  | - 1957 Abbebe Aregaj 1960 |
| Przew. Komisji Europejskiej                                      | - 1958 Walter Hallstein (Niemcy) 1967 |
| Prezydent Filipin                                                | - 1957 Carlos Garcia 1961 |
| Prezydent Finlandii                                              | - 1956 Urho Kekkonen 1981 |
| Premier Finlandii                                                | - 1957 Rainer von Fieandt 1958 - 1958 Reino Kuuskoski 1958 - 1958 Karl-August Fagerholm 1959                                                                 |
| Prezydent Francji                                                | - 1954 René Coty 1959 |
| Premier Francji                                                  | - 1957 Félix Gaillard 1958 - 1958 Pierre Pflimlin 1958 - 1958 Charles de Gaulle 1959                                                                         |
| Król Grecji                                                      | - 1947 Paweł I 1964 |
| Premier Grecji                                                   | - 1955 Konstandinos Karamanlis 1958 - 1958 Konstandinos Jeorgakopulos 1958 - 1958 Konstandinos Karamanlis 1961                                               |
| Prezydent Gwatemali                                              | - 1957 Guillermo Flores Avendaño (p.o.) 1958 - 1958 Miguel Ydígoras Fuentes 1963                                                                             |
| Prezydent Gwinei                                                 | - 1958 Ahmed Sekou Touré 1984 |
| Prezydent Haiti                                                  | - 1957 François Duvalier 1971 |
| Regent Hiszpanii                                                 | - 1947 Francisco Franco 1975 |
| Premier Hiszpanii                                                | - 1939 Francisco Franco 1973 |
| Król Holandii                                                    | - 1948 Juliana 1980 |
| Premier Holandii                                                 | - 1948 Willem Drees 1958 - 1958 Louis Beel 1959 |
| Prezydent Hondurasu                                              | - 1957 José Ramón Villeda Morales 1963 |
| Szach Iranu                                                      | - 1941 Mohammad Reza Pahlawi 1979 |
| Premier Iranu                                                    | - 1957 Manuczehr Eghbal 1960 |
| Prezydent Iraku                                                  | - 1958 Muhammad Nadżib ar-Rubaji 1963 |
| Premier Iraku                                                    | - 1958 Ahmad Muchtar Baban 1958 - 1958 Abd al-Karim Kasim 1963                                                                                               |
| Prezydent Indii                                                  | - 1950 Rajendra Prasad 1962 |
| Premier Indii                                                    | - 1947 Jawaharlal Nehru 1964 |
| Prezydent Indonezji                                              | - 1945 Sukarno 1967 |
| Prezydent Irlandii                                               | - 1945 Seán O’Kelly 1959 |
| Premier Irlandii                                                 | - 1957 Éamon de Valera 1959 |
| Prezydent Islandii                                               | - 1952 Ásgeir Ásgeirsson 1968 |
| Premier Islandii                                                 | - 1956 Hermann Jónasson 1958 - 1958 Emil Jónsson 1959 |
| Prezydent Izraela                                                | - 1952 Jicchak Ben Cewi 1963 |
| Premier Izraela                                                  | - 1955 Dawid Ben Gurion 1963 |
| Cesarz Japonii                                                   | - 1926 Hirohito 1989 |
| Premier Japonii                                                  | - 1957 Nobusuke Kishi 1960 |
| Król Jordanii                                                    | - 1952 Husajn 1999 |
| Premier Jordanii                                                 | - 1957 Ibrahim Haszim 1958 - 1958 Samir ar-Rifa’i 1959 |
| Prezydent Jugosławii                                             | - 1953 Josip Broz Tito 1980 |
| Premier Jugosławii                                               | - 1945 Josip Broz Tito 1963 |
| Król Kambodży                                                    | - 1955 Norodom Suramarit 1960 |
| Premier Kambodży                                                 | - 1957 Sim Var 1958 - 1958 Ek Yi Oun 1958 - 1958 Penn Nouth 1958 - 1958 Sim Var 1958 - 1958 Norodom Sihanouk 1960                                            |
| Premier Kanady                                                   | - 1957 John Diefenbaker 1963 |
| Prezydent Kolumbii                                               | - 1957 junta wojskowa 1958 - 1958 Alberto Lleras Camargo 1962                                                                                                |
| Patriarcha Konstantynopola                                       | - 1948 Atenagoras I 1972 |
| Prezydent Korei Południowej                                      | - 1948 Rhee Syng-man 1960 |
| Premier KRLD                                                     | - 1948 Kim Il Sŏng 1972 |
| Prezydent Kostaryki                                              | - 1953 José Figueres Ferrer 1958 - 1958 Mario Echandi Jiménez 1962                                                                                           |
| Prezydent Kuby                                                   | - 1952 Fulgencio Batista 1959 |
| Premier Kuby                                                     | - 1957 Andrés Rivero Agüero 1958 - 1958 Emilio Núñez Portuondo 1958 - 1958 Gonzalo Güell 1959                                                                |
| Król Laosu                                                       | - 1946 Sisavang Vong 1959 |
| Prezydent Libanu                                                 | - 1952 Kamil Szamun 1958 - 1958 Fuad Szihab 1964 |
| Premier Libanu                                                   | - 1956 Sami as-Sulh 1958 - 1958 Chalil al-Hibri (p.o.) 1958 - 1958 Raszid Karami 1960                                                                        |
| Prezydent Liberii                                                | - 1944 William Tubman 1971 |
| Król Libii                                                       | - 1951 Idris I 1969 |
| Premier Libii                                                    | - 1957 Abd al-Madżid Kubar 1960 |
| Książę Liechtensteinu                                            | - 1938 Franciszek Józef II 1989 |
| Premier Liechtensteinu                                           | - 1945 Alexander Frick 1962 |
| Premier Litwyna emigracji                                        | - 1940 Stasys Lozoraitis 1983 |
| Wielki książę Luksemburga                                        | - 1919 Szarlotta 1964 |
| Premier Luksemburga                                              | - 1953 Joseph Bech 1958 - 1958 Pierre Frieden 1959 |
| Król Malezji                                                     | - 1957 Tuanku Abdul Rahman ibni Almarhum Tuanku Muhammad 1960                                                                                                |
| Premier Malezji                                                  | - 1957 Tunku Abdul Rahman 1970 |
| Premier Malty                                                    | - 1955 Dom Mintoff 1958 |
| Król Maroka                                                      | - 1957 Muhammad V 1961 |
| Premier Maroka                                                   | - 1956 Mubarek Bekkai 1958 - 1958 Ahmed Balafrej 1958 - 1958 Abdallah Ibrahim 1960                                                                           |
| Prezydent Meksyku                                                | - 1952 Adolfo Ruiz Cortines 1958 - 1958 Adolfo López Mateos 1964                                                                                             |
| Książę Monako                                                    | - 1949 Rainier III 2005 |
| Minister stanu Monako                                            | - 1953 Henry Soum 1959 |
| Przewodniczący Prezydium Wielkiego Churału Państwowego Mongolii  | - 1954 Dżamsrangijn Sambuu 1960 |
| Premier Mongolii                                                 | - 1952 Jumdżaagijn Cedenbal 1974 |
| Sekretarz generalny NATO                                         | - 1957 Paul-Henri Spaak (Belgia) 1961 |
| Król Nepalu                                                      | - 1955 Mahendra 1972 |
| Premier Nepalu                                                   | - 1957 Kunwar Inderjit Singh 1958 - 1958 Subarna Shamsher Rana 1959                                                                                          |
| Prezydent Niemiec                                                | - 1949 Theodor Heuss 1959 |
| Kanclerz Niemiec                                                 | - 1949 Konrad Adenauer 1963 |
| Prezydent Nikaragui                                              | - 1956 Luis Somoza Debayle 1963 |
| Król Norwegii                                                    | - 1957 Olaf V 1991 |
| Premier Norwegii                                                 | - 1955 Einar Gerhardsen 1963 |
| Premier Nowej Zelandii                                           | - 1957 Walter Nash 1960 |
| Prezydent NRD                                                    | - 1949 Wilhelm Pieck 1960 |
| Premier NRD                                                      | - 1949 Otto Grotewohl 1964 |
| Sułtan Omanu                                                     | - 1932 Sa’id ibn Tajmur 1970 |
| Sekretarz generalny ONZ                                          | - 1953 Dag Hammarskjöld (Szwecja) 1961 |
| Prezydent Pakistanu                                              | - 1956 Iskander Mirza 1958 - 1958 Muhammad Ayub Khan 1969 |
| Premier Pakistanu                                                | - 1957 Feroz Khan Noon 1958 - 1958 Muhammad Ayub Khan (p.o.) 1958 - 1958 urząd zniesiony 1971                                                                |
| Prezydent Panamy                                                 | - 1956 Ernesto de la Guardia 1960 |
| Papież                                                           | - 1939 Pius XII 1958 - 1958 Jan XXIII 1963 |
| Prezydent Paragwaju                                              | - 1954 gen. Alfredo Stroessner 1989 |
| Prezydent Peru                                                   | - 1956 Manuel Prado Ugarteche 1962 |
| Premier Południowej Afryki                                       | - 1954 Johannes Strijdom 1958 - 1958 Hendrik Frensch Verwoerd 1966                                                                                           |
| Prezydent Portugalii                                             | - 1951 Francisco Craveiro Lopes 1958 - 1958 Américo Tomás 1974                                                                                               |
| Premier Portugalii                                               | - 1932 António de Oliveira Salazar 1968 |
| Sekretarz generalny Rady Europy                                  | - 1957 Lodovico Benvenuti (Włochy) 1964 |
| Prezydent Rumunii                                                | - 1952 Petru Groza 1958 - 1958 Ion Gheorghe Maurer 1961 |
| Premier Rumunii                                                  | - 1955 Chivu Stoica 1961 |
| Prezydent Salwadoru                                              | - 1956 José María Lemus 1960 |
| Kapitanowie regenci San Marino                                   | - 1957 Marino Valdes Franciosi Federico Micheloni 1958 - 1958 Zaccaria Giovanni Savoretti Stelio Montironi 1958 - 1958 Domenico Forcellini Pietro Reffi 1959 |
| Sekretarz Stanu do spraw Politycznych i Zagranicznych San Marino | - 1957 Federico Bigi 1972 |
| Premier Somalii                                                  | - 1956 Abdullahi Issa 1960 |
| Premier Sri Lanki                                                | - 1956 Solomon Bandaranaike 1959 |
| Prezydent Sudanu                                                 | - 1958 Ibrahim Abbud 1964 |
| Premier Sudanu                                                   | - 1956 Abd Allah Chalil 1958 - 1958 Ibrahim Abbud 1964 |
| Prezydent Syrii                                                  | - 1955 Szukri al-Kuwatli 1958 |
| Premier Syrii                                                    | - 1956 Sabri al-Asali 1958 |
| Prezydent Szwajcarii                                             | - 1958 Thomas Holenstein 1958 |
| Król Szwecji                                                     | - 1950 Gustaw VI Adolf 1973 |
| Premier Szwecji                                                  | - 1946 Tage Erlander 1969 |
| Król Tajlandii                                                   | - 1946 Bhumibol Adulyadej 2016 |
| Premier Tajlandii                                                | - 1958 Sarit Thanarat 1963 |
| Prezydent Tajwanu                                                | - 1950 Czang Kaj-szek 1975 |
| Król Tonga                                                       | - 1918 Salote Tupou III 1965 |
| Premier Tonga                                                    | - 1949 Taufaʻahau Tupou IV 1965 |
| Prezydent Tunezji                                                | - 1957 Habib Burgiba 1987 |
| Premier Tunezji                                                  | - 1957 urząd zniesiony 1969 |
| Prezydent Turcji                                                 | - 1950 Celâl Bayar 1960 |
| Premier Turcji                                                   | - 1950 Adnan Menderes 1960 |
| Prezydent Urugwaju                                               | - 1955 Narodowa Rada Rządowa 1967 |
| Prezydent USA                                                    | - 1953 Dwight Eisenhower 1961 |
| Prezydent Wenezueli                                              | - 1952 Marcos Pérez Jiménez 1958 - 1958 Wolfgang Larrazábal 1958 - 1958 Edgar Sanabria 1959                                                                  |
| Prezydent Węgier                                                 | - 1952 István Dobi 1967 |
| Premier Węgier                                                   | - 1956 János Kádár 1958 - 1958 Ferenc Münnich 1961 |
| Monarcha Wielkiej Brytanii                                       | - 1952 Elżbieta II 2022 |
| Premier Wielkiej Brytanii                                        | - 1957 Harold Macmillan 1963 |
| Prezydent Wietnamu Północnego                                    | - 1945 Hồ Chí Minh 1969 |
| Premier Wietnamu Północnego                                      | - 1955 Phạm Văn Đồng 1976 |
| Prezydent Wietnamu Południowego                                  | - 1955 Ngô Đình Diệm 1963 |
| Prezydent Włoch                                                  | - 1955 Giovanni Gronchi 1962 |
| Premier Włoch                                                    | - 1957 Adone Zoli 1958 - 1958 Amintore Fanfani 1959 |
| Prezydent Zjednoczonej Republiki Arabskiej                       | - 1958 Gamal Abdel Naser 1961 |
| Premier Zjednoczonej Republiki Arabskiej                         | - 1958 Nur ad-Din Kahhala 1960 |
| Przywódca ZSRR                                                   | - 1953 Nikita Chruszczow 1964 |
| Premier ZSRR                                                     | - 1955 Nikołaj Bułganin 1958 - 1958 Nikita Chruszczow 1964                                                                                                   |

Rok 1958 / MCMLVIII
stulecia: XIX wiek ~
XX wiek ~
XXI wiek

dziesięciolecia:
1920–1929 •
1930–1939 •
1940–1949 •
1950–1959
• 1960–1969
• 1970–1979
• 1980–1989

lata: 1948 «
1953 «
1954 «
1955 «
1956 «
1957 «
1958
» 1959
» 1960
» 1961
» 1962
» 1963
» 1968

## Wydarzenia w Polsce
- 1 stycznia:
  - powstało Studio Miniatur Filmowych w Warszawie.
  - Sławków odzyskał prawa miejskie.
  - Białobrzegi, Bełżyce, Bobolice, Lipsko, Pajęczno, Przysucha i Ulanów uzyskały prawa miejskie.
- 4 stycznia:
  - prymas Stefan Wyszyński dokonał poświęcenia Gdańskiego Seminarium Duchownego.
  - premiera filmu Eroica w reżyserii Andrzeja Munka.
- 5 stycznia – po 95 dniach zakończył się bojkot zajęć społeczno-politycznych na Uniwersytecie Jagiellońskim. 21 grudnia Senat uczelni zniósł obowiązek zaliczania tych zajęć i wprowadził ich dobrowolność.
- 11 stycznia:
  - otwarto Pałac Kultury Zagłębia w Dąbrowie Górniczej.
  - w Teatrze Dramatycznym w Warszawie odbył się pierwszy występ Kabaretu Koń.
- 14 stycznia – założono Robotniczą Spółdzielnię Mieszkaniową Ursus.
- 19 stycznia – w stoczni w Szczecinie zwodowano statek SS „Opole”.
- 20 stycznia – premiera filmu Pętla w reżyserii Wojciecha Jerzego Hasa.
- 2 lutego – odbyły się wybory do rad narodowych.
- 12 lutego – w klinice Akademii Medycznej we Wrocławiu profesor Wiktor Bross wykonał pierwszą w Polsce operację na otwartym sercu.
- 28 lutego – została założona Kielecka Spółdzielnia Mieszkaniowa.
- 17 marca – premiera filmu Ewa chce spać.
- 8 kwietnia – premiera filmu Król Maciuś I.
- 14 kwietnia – dokonano oblotu samolotu rolniczego PZL-101 Gawron.
- 1 maja – dokonano oficjalnej prezentacji samochodu dostawczego FSC Żuk (model A 03).
- 7 maja – powstał Polski Komitet Pomocy Społecznej.
- 11 maja – w Parku Łazienkowskim w Warszawie odsłonięto zrekonstruowany po zniszczeniu w czasie wojny pomnik Fryderyka Chopina.
- 16 maja – w okolicach Nowego Miasta nad Pilicą i Rawy Mazowieckiej trąby powietrzne wyrządziły poważne zniszczenia na obszarze kilkunastu kilometrów kwadratowych.
- 17 maja – w Warszawie odbył się pierwszy zjazd Towarzystwa Przyjaźni Polsko-Chińskiej.
- 18 maja – wystawieniem operetki Richarda Heubergera pt. Bal w operze zainaugurował swą działalność Teatr Muzyczny w Gdyni.
- 13 czerwca:
  - rządy PRL i CSRS podpisały porozumienie zamykające spory graniczne (zatwierdzenie granicy sprzed 1938).
  - rozpoczęły swoją działalność Ochotnicze Hufce Pracy.
- 14 czerwca:
  - w Instytucie Badań Jądrowych w Świerku pod Warszawą (obecnie Instytut Energii Atomowej) uruchomiono pierwszy w Polsce doświadczalny reaktor jądrowy EWA.
  - w Warszawie, Beata Żbikowska ustanowiła rekord Polski w biegu na 400 m wynikiem 57,4 s.
- 12 lipca – do służby wszedł trałowiec bazowy ORP „Dzik”, projektu 254M.
- 21 lipca – funkcjonariusze PRL-owskiej Służby Bezpieczeństwa wyłamali bramę i przeprowadzili rewizję Instytutu Prymasowskiego na Jasnej Górze.
- 2 sierpnia – w Warszawie:
  - Jerzy Chromik ustanowił rekord świata w biegu na 3000 m przeszk. wynikiem 8:32,0 s.
  - Zbigniew Makomaski ustanowił rekord Polski w biegu na 800 m wynikiem 1:46,7 s.
- 4 sierpnia – premiera filmu Ostatni dzień lata.
- 28 sierpnia:
  - w katastrofie górniczej w kopalni Makoszowy w Zabrzu zginęło 72 górników.
  - Stefan Lewandowski ustanowił rekord Polski w biegu na 1500 m wynikiem 3:41,1 s.
- 1 września:
  - premiera filmu Wolne miasto.
  - wskutek wybuchu w KWK Nowa Ruda zginęło 14 górników.
- 18 września – rozpoczął się I Festiwal Jazz Jamboree (pod nazwą Jazz 58) w Warszawie.
- 24 września – Władysław Gomułka po raz pierwszy rzucił hasło: Tysiąc szkół na tysiąclecie państwa polskiego.
- 28 września – Karol Wojtyła został mianowany biskupem.
- 3 października – odbyła się premiera filmu Popiół i diament.
- 13 października – odbyła się premiera filmu Pożegnania.
- 16 października – Telewizja Polska wyemitowała premierowy program Kabaretu Starszych Panów.
- 26 października – otwarto Muzeum Henryka Sienkiewicza w Oblęgorku.
- 8 listopada – w Poznaniu wykonano pierwszą w Polsce hemodializę (z tego powodu od 2020 r. dzień 8 listopada obchodzony jest jako Dzień Osób Dializowanych).
- 9 listopada – Telewizja Polska wyemitowała pierwsze wydanie TKW.
- 22 listopada:
  - w podkrakowskich Bronowicach Wielkich uruchomiono pierwszy polski cyklotron.
  - Telewizja Polska wyemitowała premierowe wydanie programu dla dzieci z serii Miś z okienka.
  - zmieniono nazwę miasta Czechowice na Czechowice-Dziedzice.
- 6 grudnia – podpisano umowę licencyjną z Czechosłowacją na produkcję w kraju autobusu Škoda 706 RTO z nadwoziem Karosa, znanego w Polsce jako Jelcz „ogórek”.
- 8 grudnia – w Warszawie znaleziono ciało zamordowanego Bogdana Piaseckiego, syna Bolesława.
- 21 grudnia – utworzono Ośrodek Badania Opinii Publicznej.
- 22 grudnia – oddano do użytku most obrotowy w Wolinie.
- 28 grudnia – założono Przedsiębiorstwo Międzynarodowych Przewozów Samochodowych Pekaes.
- Uruchomiono XYZ – pierwszy elektroniczny komputer cyfrowy zbudowany w Polsce.
- Prof. Wiktor Bross przeprowadził pierwszą w Polsce operację na otwartym sercu.
- Wojska Armii Radzieckiej stacjonowały w 74 garnizonach, główne ich skupiska to: Legnica, Borne Sulinowo, Świętoszów, Wrocław, Świnoujście i Warszawa (dane na podstawie inwentaryzacji miejsc stacjonowania).

## Wydarzenia na świecie
- 1 stycznia – Belgia objęła prezydencję w Radzie Unii Europejskiej.
- 3 stycznia – z połączenia brytyjskich kolonii na Karaibach powstała Federacja Indii Zachodnich.
- 4 stycznia:
  - Nowozelandczyk Edmund Hillary zdobył biegun południowy.
  - pierwszy sztuczny satelita Ziemi Sputnik 1 spłonął w atmosferze.
- 7 stycznia – rozpoczęła urzędowanie pierwsza Komisja Europejska pod przewodnictwem Niemca Waltera Hallsteina.
- 11 stycznia – Ion Gheorghe Maurer został przewodniczącym Wielkiego Zgromadzenia Narodowego-prezydentem Rumunii.
- 20 stycznia – Vivian Fuchs, kierujący wspólnie z Edmundem Hillarym brytyjską ekspedycją pod nazwą Wspólnota Transatlantycka, dotarł na biegun południowy.
- 23 stycznia – admirał Wolfgang Larrazábal został tymczasowym prezydentem Wenezueli po ucieczce za granicę obalonego dyktatora Marcosa Péreza Jiméneza.
- 26 stycznia – 167 osób zginęło w katastrofie promu „Nankai Maru” u wybrzeży japońskiej wyspy Awaji.
- 28 stycznia – Ferenc Münnich został premierem Węgier.
- 31 stycznia – na orbitę wszedł Explorer 1, pierwszy amerykański sztuczny satelita.
- 1 lutego:
  - powstanie Zjednoczonej Republiki Arabskiej (ZRA).
  - został wystrzelony pierwszy amerykański sztuczny satelita Ziemi Explorer 1.
- 3 lutego – Belgia, Holandia i Luksemburg podpisały w Hadze traktat ustanawiający unię gospodarczą Beneluksu.
- 5 lutego – Gamal Abdel Naser został prezydentem Zjednoczonej Republiki Arabskiej.
- 6 lutego – katastrofa samolotu pasażerskiego na lotnisku w Monachium, w której zginęli m.in. piłkarze Manchesteru United.
- 12 lutego – Komitet Centralny KPCh nakazał rozpoczęcie walki z czterema plagami: komarami, muchami, szczurami i wróblami.
- 14 lutego – powstała krótkotrwała Federacja Arabska złożona z Jordanii i Iraku.
- 21 lutego – w Egipcie i Syrii odbyło się referendum, które większością 99,9% głosów zatwierdziło powstanie federacji obu krajów pod nazwą Zjednoczona Republika Arabska.
- 22 lutego – wystartowały rozgrywki koszykarskiego Pucharu Europy Mistrzów Krajowych.
- 23 lutego – na Kubie został uprowadzony przez rebeliantów Argentyńczyk Juan Manuel Fangio, pięciokrotny mistrz świata Formuły 1. Zwolniono go następnego dnia.
- 27 lutego – reprezentacja Polski w piłce ręcznej mężczyzn w swym debiucie na mistrzostwach świata, rozgrywanych w NRD, zremisowała z Finlandią 14:14.
- 2 marca – otwarto Port lotniczy Pekin.
- 5 marca:
  - dokonano oblotu bombowca Jak-28.
  - Konstandinos Jeorgakopulos został premierem Grecji.
  - wystrzelono amerykańskiego satelitę naukowego Explorer 2.
- 8 marca – Jemen Północny przystąpił do konfederacji Zjednoczonych Emiratów Arabskich.
- 12 marca – w holenderskim Hilversum odbył się 3. Konkurs Piosenki Eurowizji; zwyciężył francuski utwór Dors Mon Amour w wykonaniu André Claveau.
- 14 marca – dokonano oblotu radzieckiego samolotu transportowego An-14.
- 16 marca – wyprodukowano 50-milionowy samochód marki Ford.
- 17 marca – wystrzelono amerykańskiego satelitę Vanguard 1C.
- 19 marca – utworzono Europejskie Zgromadzenie Parlamentarne (poprzednika Parlamentu Europejskiego), organ opiniodawczy Europejskiej Wspólnoty Gospodarczej (EWG) z siedzibą w Strasburgu.
- 23 marca – otwarto Synagogę Pokoju w Strasburgu.
- 24 marca – Elvis Presley został powołany do wojska.
- 25 marca:
  - została poświęcona bazylika św. Piusa X w Lourdes.
  - dokonano oblotu myśliwca przechwytującego Avro Canada CF-105 Arrow.
- 26 marca:
  - został wystrzelony amerykański satelita naukowy Explorer 3.
  - odbyła się 30. ceremonia wręczenia Oscarów.
- 27 marca – Nikita Chruszczow został premierem ZSRR po rezygnacji Nikołaja Bułganina.
- 31 marca – Postępowo-Konserwatywna Partia Kanady premiera Johna Diefenbakera wygrała wybory federalne.
- 2 kwietnia:
  - wojna o Ifni: rządy hiszpański i marokański podpisały traktat z Angra de Cintra, w którym Hiszpania utrzymała region przylądka Dżubi, Sahary Hiszpańskiej i Ifni.
  - premiera filmu Młode lwy.
- 14 kwietnia – nad Bornholmem spłonął w atmosferze Sputnik 2 z psem Łajką.
- 17 kwietnia – w Brukseli rozpoczęła się Wystawa Światowa.
- 21 kwietnia – lecący do Denver samolot Douglas DC-7 należący do United Airlines zderzył się nad Nevadą z myśliwcem F-100 Super Sabre; zginęło 49 osób.
- 29 kwietnia – w Genewie została przyjęta Konwencja o morzu pełnym.
- 2 maja – zakończono budowę pagody Xá Lợi w stolicy Wietnamu Południowego Sajgonie (obecnie Ho Chi Minh).
- 3 maja – w San Diego w Kalifornii uruchomiono pierwszy reaktor jądrowy typu TRIGA.
- 8 maja – wiceprezydent USA Richard Nixon został popchnięty, wygwizdany, obrzucony i opluty podczas antyamerykańskiego protestu w Limie.
- 12 maja – USA i Kanada utworzyły Dowództwo Obrony Północnoamerykańskiej Przestrzeni Powietrznej i Kosmicznej (NORAD).
- 13 maja – zarejestrowano nazwę towarową materiału Velcro – połączenia francuskich wyrazów welwet i haczyk. W Polsce zwyczajowo zwiemy go rzepem.
- 15 maja:
  - ZSRR dokonał drugiego, tym razem udanego startu sztucznego satelity Sputnik 3.
  - w stolicy Ghany Akrze zorganizowano pierwszą Konferencję Niepodległych Krajów Afryki.
- 18 maja – 61 osób zginęło w katastrofie samolotu Douglas DC-7 w Casablance.
- 26 maja – otwarto pierwszą komercyjną elektrownię jądrową Shippingport (Ohio).
- 29 maja – w Göteborgu otwarto stadion Ullevi.
- 30 maja – dokonano oblotu samolotu pasażerskiego Douglas DC-8.
- 1 czerwca – Charles de Gaulle został trzeci raz premierem Francji.
- 6 czerwca – premiera melodramatu wojennego Lecą żurawie w reżyserii Michaiła Kałatozowa.
- 8 czerwca – w Szwecji rozpoczęły się VI Mistrzostwa Świata w Piłce Nożnej.
- 9 czerwca:
  - królowa Elżbieta II dokonała otwarcia Portu lotniczego Londyn-Gatwick.
  - Luis Gallo Porras został premierem Peru.
- 15/16 czerwca – nocą w więzieniu w Budapeszcie zostali powieszeni przywódcy powstania węgierskiego: Imre Nagy i Pál Maléter.
- 16 czerwca – w Rzymie otwarto Muzeum Narodowe Sztuki Orientalnej.
- 19 czerwca – założono Amursk na rosyjskim dalekim wschodzie.
- 20 czerwca – dokonano oblotu brytyjskiego wojskowego śmigłowca wielozadaniowego Westland Wessex.
- 25 czerwca – premiera westernu Bravados w reżyserii Henry’ego Kinga.
- 29 czerwca – Szwecja: reprezentacja Brazylii została po raz pierwszy piłkarskim mistrzem świata, po zwycięstwie w finale nad gospodarzami 5:2.
- 1 lipca – Niemcy objęły prezydencję w Radzie Unii Europejskiej
- 4 lipca – Andrew Kauffman i Pete Schoening jako pierwsi weszli, na drugim pod względem wysokości szczyt Karakorum (Gaszerbrum I 8068 m n.p.m.).
- 6 lipca – prezydent USA Dwight D. Eisenhower podpisał akt przyłączenia Alaski, jako 49 stanu, do USA.
- 9 lipca – największe zarejestrowane tsunami zanotowano w Lituya Bay na Alasce. Fala powstała w wyniku osunięcia ziemi do zatoki osiągnęła wysokość 524 m.
- 14 lipca:
  - Irak: rewolucja, w wyniku której arabscy nacjonaliści obalili króla Fajsala II. Abd al-Karim Kasim został nowym przywódcą państwa.
  - papież Pius XII opublikował encyklikę Meminisse juvat.
- 15 lipca – 5000 amerykańskich marines wylądowało w Bejrucie, by wesprzeć prozachodni rząd Libanu.
- 26 lipca – został wystrzelony amerykański satelita naukowy Explorer 4.
- 29 lipca – utworzono pierwszą w Stanach Zjednoczonych Agencję do spraw Lotów Kosmicznych – NASA (National Aeronautics and Space Administration); prezydent Dwight Eisenhower podpisał „Ustawę o lotnictwie i astronautyce”; stwierdzała ona, że dyrektor NASA ma być cywilem i otrzymywać roczną pensję w wysokości 22,5 tys. $.
- 31 lipca – gen. Fuad Szihab został wybrany przez parlament na prezydenta Libanu.
- 3 sierpnia:
  - amerykański atomowy okręt podwodny USS Nautilus przepłynął pod biegunem północnym.
  - podczas wyścigu Formuły 1 o Grand Prix Niemiec na torze Nürburgring doszło do wypadku wozu Ferrari prowadzonego przez brytyjskiego kierowcę Petera Collinsa, który w wyniku odniesionych obrażeń zmarł tego samego dnia w szpitalu w Bonn.
  - w Nowym Jorku zakończył się największy kongres Świadków Jehowy (pod hasłem „Wola Boża”) z udziałem 253 922 uczestników.
- 4 sierpnia – w pierwszym notowaniu listy przebojów Billboard Hot 100 zwyciężył utwór Poor Little Fool Ricky’ego Nelsona.
- 6 sierpnia:
  - w Budapeszcie, Amerykanin Glenn Davis ustanowił rekord świata w biegu na 400 m ppł. wynikiem 49,2 s.
  - Walter Bonatti i Carlo Mauri dokonali pierwszego wejścia na szczyt Gaszerbrum IV w Karakorum (7925 m).
- 14 sierpnia – w katastrofie holenderskiego samolotu Lockheed Constellation u wybrzeży Irlandii zginęło 99 osób.
- 15 sierpnia – w katastrofie samolotu Tu-104 w mieście Czita na Syberii zginęły 64 osoby.
- 18 sierpnia – ukazało się amerykańskie wydanie kontrowersyjnej powieści Lolita Vladimira Nabokova.
- 19 sierpnia – 1. dyrektorem NASA zostaje zaprzysiężony Thomas Keith Glennan.
- 23 sierpnia – chińska armia niespodziewanie ostrzelała przybrzeżne, należące do Tajwanu wyspy Kinmen i Mazu Liedao; rozpoczął się drugi kryzys w Cieśninie Tajwańskiej.
- 24 sierpnia – nieudana próba wystrzelenia satelity naukowego Explorer 5.
- 28 sierpnia – w Göteborgu, Australijczyk Herb Elliott ustanowił rekord świata w biegu na 1500 m wynikiem 3:36,0 s.
- 2 września:
  - dwa radzieckie myśliwce MiG-19 zestrzeliły amerykański samolot wojskowy C-130 Hercules, który zboczył z kursu nad terytorium Armenii. Zginęła cała 17-osobowa załoga.
  - w Chinach uruchomiono pierwszy kanał telewizyjny.
- 12 września – zaprezentowano pierwszy układ scalony, zaprojektowany przez Jacka Kilby’ego.
- 28 września:
  - Francja przyjęła nową konstytucję; powstała V Republika.
  - Madagaskar opowiedział się w referendum za autonomią w ramach Wspólnoty Francuskiej.
- 1 października – utworzono Narodową Agencję Aeronautyki i Przestrzeni Kosmicznej (NASA), zastępując dotychczasowy komitet NACA.
- 2 października – Gwinea proklamowała niepodległość od Francji.
- 4 października – proklamowano V Republikę Francuską.
- 5 października – Francuska Afryka Zachodnia rozpadła się na odrębne republiki autonomiczne.
- 6 października – atomowy okręt podwodny USS Seawolf zakończył rekordowy, 60-dniowy rejs bez wynurzenia.
- 7 października – prezydent Pakistanu Iskander Mirza rozwiązał parlament i wprowadził w kraju stan wyjątkowy.
- 8 października – Sztokholm: w klinice Karolinska Sjukhuset wszczepiono pierwszy rozrusznik serca.
- 11 października – NASA: rozpoczęła się misja sondy Pioneer 1.
- 13 października:
  - Watykan: pochowano Piusa XII.
  - Penelope Anne Coelen ze Związku Południowej Afryki zdobyła w Londynie tytuł Miss World 1958.
- 14 października – w Jerozolimie wmurowano kamień węgielny pod budowę nowego gmachu Knesetu.
- 17 października – ZSRR: w katastrofie samolotu Tu-104A pod miastem Kanasz zginęło 80 osób.
- 18 października:
  - w Brookhaven National Laboratory udostępniono Tennis for Two – jedną z pierwszych gier video.
  - rumuńska lekkoatletka Iolanda Balaș, jako pierwsza kobieta pokonała w skoku wzwyż 180 cm.
- 23 października – w odcinku komiksu autorstwa belgijskiego rysownika Peyo, drukowanego na łamach gazety Le Journal de Spirou, po raz pierwszy pojawiły się Smerfy.
- 27 października – generał Mohammad Ayub Khan obalił prezydenta Pakistanu Iskandera Mirzę, po 20 dniach od wprowadzenia przez niego stanu wojennego.
- 28 października – kardynał Angelo Giuseppe Roncalli został obrany papieżem i przyjął imię Jana XXIII.
- 29 października – Ne Win został premierem Birmy.
- 10 listopada – została przyjęta flaga Gwinei.
- 18 listopada – Ibrahim Abbud ogłosił się prezydentem, premierem, przewodniczącym najwyższej rady wojskowej i ministrem obrony Sudanu.
- 23 listopada – utworzono Unię Ghany i Gwinei.
- 25 listopada – Sudan Francuski uzyskał autonomię.
- 28 listopada – Czad, Gabon, Mauretania i Kongo stały się autonomicznymi republikami w ramach Wspólnoty Francuskiej.
- 1 grudnia – pożar szkoły katolickiej w Chicago. Zginęło 92 uczniów i 3 zakonnice.
- 4 grudnia:
  - Dahomej (obecnie Benin) i Wybrzeże Kości Słoniowej otrzymały autonomię w ramach Wspólnoty Francuskiej.
  - Robert Timm i John Cook na samolocie Cessna 172 rozpoczęli z Las Vegas najdłuższy lot w historii lotnictwa z tankowaniem w powietrzu (lądowanie 7 lutego 1959).
- 6 grudnia – wystrzelono amerykańską sondę Pioneer 3; wskutek awarii rakiety nośnej spłonęła w atmosferze.
- 10 grudnia – Górna Wolta (dzisiejsza Burkina Faso) stała się autonomiczną republiką w ramach Wspólnoty Francuskiej.
- 12 grudnia – Gwinea została przyjęta do ONZ.
- 14 grudnia – radziecka wyprawa polarna zdobyła południowy biegun względnej niedostępności.
- 15 grudnia – Giovanni Battista Montini, późniejszy papież Paweł VI, został mianowany kardynałem.
- 18 grudnia:
  - wystrzelono pierwszego satelitę telekomunikacyjnego, SCORE.
  - Niger został ogłoszony republiką.
- 21 grudnia – Charles de Gaulle został wybrany na prezydenta Francji.
- 22 grudnia – Louis Beel został premierem Holandii.
- 23 grudnia – w Tokio wybudowano Tokyo Tower w dzielnicy Minato w Parku Shiba.
- Zainaugurowała działalność IESE, wyższa uczelnia ekonomiczna w Barcelonie i Madrycie, wchodząca w skład Uniwersytetu Nawarry.
- Zaczęła się budowa bułgarskiego kurortu o nazwie Słoneczny Brzeg.

## Urodzili się
- 1 stycznia:
  - Andrzej Chowaniec, polski hokeista
  - Bogdan Dziubiński, polski hokeista
  - Grandmaster Flash, amerykański muzyk, didżej
  - Lisa Germano, amerykańska piosenkarka
  - Wiesław Kaczmarek, polski polityk, poseł na Sejm RP, minister przekształceń własnościowych, gospodarki i skarbu państwa
  - Andrzej Zgutczyński, polski piłkarz
- 2 stycznia:
  - Danute Bankaitis-Davis, amerykańska kolarka szosowa (zm. 2021)
  - Ottavio Dazzan, włoski kolarz torowy pochodzenia argentyńskiego (zm. 2024)
  - Elżbieta Michalak, polska działaczka opozycji w okresie PRL, poseł na Sejm RP
  - José Vicente Pinto de Alencar da Silva, brazylijski duchowny katolicki
  - Colomán Trabado, hiszpański lekkoatleta, średniodystansowiec
- 3 stycznia:
  - Jānis Ķipurs, łotewski bobsleista
  - Alicja Pacewicz, polska ekonomistka, działaczka społeczna
  - Jewel Shepard, amerykańska aktorka
- 4 stycznia:
  - Dariusz Bąk, polski polityk, leśnik, poseł na Sejm RP
  - Cory Everson, amerykańska kulturystka, aktorka
  - Matt Frewer, amerykański aktor
  - Bill McClure, nowozelandzki piłkarz
  - Tadeusz Pitala, polski samorządowiec
  - Julian Sands, brytyjski aktor (zm. 2023)
- 5 stycznia:
  - Gaby Cárdeñas, peruwiańska siatkarka
  - Mykoła Derykot, ukraiński polityk
  - Ion Draica, rumuński zapaśnik
  - Krzysztof Luft, polski aktor, dziennikarz, prezenter telewizyjny, urzędnik państwowy
  - Rimantas Miknys, litewski historyk
  - Christer Nilsson, szwedzki żużlowiec
  - José Manuel Soria, hiszpański ekonomista, samorządowiec, polityk
  - Paweł Tomczyk, polski scenarzysta filmowy
  - Junko Yagami, japońska piosenkarka
- 6 stycznia:
  - Scott Bryce, amerykański aktor
  - Margus Hanson, estoński ekonomista, polityk
  - Ludmiła Putina, rosyjska była pierwsza dama
  - Elżbieta Radziszewska, polska lekarka, polityk, poseł na Sejm RP
- 7 stycznia:
  - Zoltán Balog, węgierski pastor, polityk
  - Massimo Biasion, włoski kierowca rajdowy
  - Linda Kozlowski, australijska aktorka
  - Neil Middleditch, brytyjski żużlowiec
  - Andrzej Świątek, polski hokeista
  - Krzysztof Zaremba, polski elektronik, profesor nauk technicznych
- 8 stycznia:
  - Betsy DeVos, amerykańska miliarderka, polityk
  - Jadranka Jovanović, serbska śpiewaczka operowa (mezzosopran)
  - Roman Wójcicki, polski piłkarz
- 9 stycznia:
  - Mehmet Ali Ağca, turecki terrorysta, zamachowiec
  - Barbara Bąska, polska siatkarka
  - Hugo Gastulo, peruwiański piłkarz
  - Konstanty Radziwiłł, polski lekarz, polityk, prezes Naczelnej Rady Lekarskiej, minister zdrowia, senator RP, wojewoda mazowiecki
  - Antonio Sabato, włoski piłkarz
- 10 stycznia:
  - Eddie Cheever, amerykański kierowca wyścigowy
  - Dow Chenin, izraelski politolog, prawnik, polityk
  - Garry Cook, brytyjski lekkoatleta, średniodystansowiec
  - Ana Iliuță, rumuńska wioślarka
  - Samira Sa’id, marokańska piosenkarka
  - Anna Wasilewska, polska polityk, członkini zarządu województwa warmińsko-mazurskiego, poseł na Sejm RP (zm. 2021)
  - Yu In-tak, południowokoreański zapaśnik
- 11 stycznia:
  - Hervé Granger-Veyron, francuski szablista
  - Jacek Kęcik, polski aktor, reżyser i scenarzysta widowisk, programów telewizyjnych, teledysków i reklam (zm. 2023)
  - Jan Kułaj, polski rolnik, działacz opozycji antykomunistycznej, polityk (zm. 2020)
  - Alyson Reed, amerykańska aktorka, tancerka
  - Shaun Taulbut, brytyjski szachista
- 12 stycznia:
  - Christiane Amanpour, brytyjska dziennikarka pochodzenia irańskiego
  - Matthias Döschner, niemiecki piłkarz, trener
  - Marian Sârbu, rumuński związkowiec, polityk
- 13 stycznia:
  - Francisco Buyo, hiszpański piłkarz, bramkarz
  - Tadeusz Oszubski, polski poeta, prozaik, dziennikarz (zm. 2025)
  - Zbigniew Pyszniak, polski koszykarz, trener
  - Sandy Stewart, amerykańska piosenkarka, keyboardzistka, autorka tekstów
- 14 stycznia:
  - Joanna Duchnowska, polska aktorka, dziennikarka radiowa
  - Nada Murganić, chorwacka działaczka samorządowa, polityk
  - Irina Pietrowa, rosyjska pianistka
- 15 stycznia:
  - Piotr Czaczka, polski piłkarz ręczny, trener
  - Carlos Manuel, portugalski piłkarz, trener
  - Boris Tadić, serbski psycholog, polityk, prezydent Serbii
- 16 stycznia:
  - Andris Šķēle, łotewski przedsiębiorca, polityk, premier Łotwy
  - Andrzej Szahaj, polski filozof
- 17 stycznia:
  - Davidson Andeh, nigeryjski bokser
  - Audronius Ažubalis, litewski dziennikarz, polityk
  - Georges Bregy, szwajcarski piłkarz, trener
  - Jerzy Łukosz, polski prozaik, dramaturg, eseista, krytyk literacki, tłumacz
  - Gabriel Mbilingi, angolski duchowny katolicki, arcybiskup Lubango
  - Andrzej Szarek, polski rzeźbiarz, pedagog
  - Klaus Täuber, niemiecki piłkarz, trener (zm. 2023)
  - Tom Thibodeau, amerykański koszykarz, trener
- 18 stycznia:
  - Bernard Genghini, francuski piłkarz
  - Jacek Godek, polski aktor i tłumacz literatury islandzkiej
  - Brenda Phillips, zimbabwejska hokeistka na trawie
  - Larry Smith, amerykański koszykarz, trener
  - Jeffrey Williams, amerykański pułkownik pilot, inżynier, astronauta
- 19 stycznia:
  - Zbigniew Adamczyk, polski polityk
  - Michel De Wolf, belgijski piłkarz
  - Christian Drescher, niemiecki kolarz torowy
  - Leszek Minge, polski hokeista
  - Allen Steele, amerykański pisarz science fiction
  - Ludwik Synowiec, polski hokeista, inżynier górnik, metalurg (zm. 2022)
  - Bogusława Towalewska, polska nauczycielka, działaczka samorządowa, polityk, poseł na Sejm RP, burmistrz Wałcza
  - Thierry Tusseau, francuski piłkarz
- 20 stycznia:
  - Bogdan Borkowski, polski prawnik, adwokat, samorządowiec, prezydent Kielc
  - Agnieszka Krzepińska, polska lekkoatletka, sprinterka
  - Lorenzo Lamas, argentyńsko-amerykański aktor
  - Janusz Moryś, polski neurobiolog
  - Płamen Panajotow, bułgarski prawnik, polityk
  - Luis Fernando Tena, meksykański piłkarz, trener
  - Jan (Timofiejew), rosyjski biskup prawosławny
- 21 stycznia:
  - Arben Imami, albański aktor, polityk
  - Husajn Said, iracki piłkarz
  - Janusz Seweryn, polski koszykarz, trener
  - Ryszard Ścigała, polski fizyk, menedżer, samorządowiec, prezydent Tarnowa
  - Klaus Thiele, niemiecki lekkoatleta, sprinter
  - Michael Wincott, kanadyjski aktor
- 22 stycznia:
  - Nikos Anastopulos, grecki piłkarz, trener
  - Koen Geens, belgijski i flamandzki polityk
  - Włodzimierz Promiński, polski skrzypek
  - Bruno Rodríguez Parrilla, kubański dyplomata, polityk
- 23 stycznia:
  - Jan Maria Jackowski, polski historyk, publicysta, polityk, poseł na Sejm i senator RP
  - Siergiej Litwinow, rosyjski lekkoatleta, młociarz (zm. 2018)
  - Trương Thị Mai, wietnamska polityczka
  - Irina Rozowa, litewska dziennikarka, polityk (zm. 2023)
  - Giovanni Mosciatti, włoski duchowny katolicki, biskup diecezjalny Imoli
  - Piotr Wojtowicz, polski operator telewizyjny i filmowy
- 24 stycznia:
  - Lou Correa, amerykański polityk, kongresman ze stanu Kalifornia
  - Barbara Kosmowska, polska pisarka
  - Frank Ullrich, niemiecki biathlonista
- 25 stycznia:
  - Eric Abetz, australijski polityk pochodzenia niemieckiego
  - Władysław Grzywna, polski aktor
  - Jürgen Hingsen, niemiecki lekkoatleta, wieloboista
  - Jan de Nijs, holenderski kolarz torowy i szosowy
  - Stanisław Tyczyński, polski przedsiębiorca
  - Peter Watts, kanadyjski pisarz
  - Harti Weirather, austriacki narciarz alpejski
- 26 stycznia:
  - Anita Baker, amerykańska piosenkarka
  - Edgardo Bauza, argentyński piłkarz, trener
  - Xavier Becerra, amerykański polityk i prawnik
  - Jelizawieta Czernyszowa, rosyjska lekkoatletka, sprinterka
  - Ellen DeGeneres, amerykańska aktorka, scenarzystka i producentka telewizyjna, gospodyni talk-show
  - Kerstin Gerschau, niemiecka gimnastyczka
  - Gian Piero Gasperini, włoski piłkarz, trener
  - Robert McClelland, australijski prawnik, polityk, prokurator generalny
  - Elluz Peraza, wenezuelska aktorka
  - Zbigniew Sołtysik, polski piłkarz, trener
  - Zdzisław Szubski, polski kajakarz, trener
  - Wu Xiaoxuan, chińska strzelczyni sportowa
- 27 stycznia:
  - Pawieł Jezowskich, rosyjski hokeista, trener
  - Habib Koité, malijski piosenkarz, gitarzysta, autor piosenek
  - Kadri Mälk, estońska artystka, projektantka biżuterii (zm. 2023)
  - Alan Milburn, brytyjski polityk
  - Norica Nicolai, rumuńska prawnik, polityk
  - Andrzej Piotrowski, polski sztangista
- 28 stycznia:
  - Paul Connell, irlandzki duchowny katolicki
  - Edevaldo, brazylijski piłkarz
  - László Fekete, węgierski strongman
  - Heron Ricardo Ferreira, brazylijski trener piłkarski
  - Iwona Zakrzewska, polska polityk, poseł na Sejm RP
- 29 stycznia:
  - Slavko Gaber, słoweński socjolog, nauczyciel akademicki, polityk
  - Katarzyna Nazarewicz, polska dziennikarka, psycholog kliniczny
  - Hansjörg Raffl, włoski saneczkarz pochodzenia tyrolskiego
- 30 stycznia – Marek Łbik, polski kajakarz, kanadyjkarz
- 31 stycznia:
  - Dave Finlay, północnoirlandzki wrestler
  - Eduardo Hernández, salwadorski piłkarz, bramkarz
  - Ciro Miniero, włoski duchowny katolicki, biskup Vallo della Lucania
  - Atanas Tyrew, bułgarski lekkoatleta, tyczkarz
- 1 lutego:
  - Luther Blissett, angielski piłkarz, trener
  - Søren Lerby, duński piłkarz, trener
- 2 lutego:
  - Paolo De Castro, włoski nauczyciel akademicki, polityk
  - Franke Sloothaak, niemiecki jeździec sportowy
- 3 lutego:
  - Klaus Berggreen, duński piłkarz
  - Krzysztof Fikiel, polski koszykarz
  - Bobby Lohse, szwedzki żeglarz sportowy
  - N. Gregory Mankiw, amerykański makroekonomista
  - Geraldo Pereira, brazylijski piłkarz
  - Jerzy Senator, polski aktor
- 4 lutego:
  - Kjell Ola Dahl, norweski pisarz
  - Guina, brazylijski piłkarz, trener
  - Kazuaki Nagasawa, japoński piłkarz
  - Tomasz Pacyński, polski pisarz fantasy i science fiction (zm. 2005)
  - Andrzej Wiśniewski, polski filozof
- 5 lutego:
  - Gregory Vaitl Boyer, amerykański piłkarz wodny
  - Wendell Downswell, jamajski piłkarz, trener
  - Masahiko Ozaki, japoński kolarz torowy
  - Frank Pagelsdorf, niemiecki piłkarz, trener
  - Andrzej Ryński, polski samorządowiec, marszałek województwa warmińsko-mazurskiego
- 6 lutego:
  - Efraín Flores, meksykański piłkarz, trener
  - Barry Miller, amerykański aktor pochodzenia żydowskiego
  - Walentin Radew, bułgarski inżynier, polityk
- 7 lutego:
  - Giuseppe Baresi, włoski piłkarz
  - Jan Anthonie Bruijn, holenderski polityk, przewodniczący Eerste Kamer
- 8 lutego:
  - Stanisław Domarski, polski saksofonista i flecista jazzowy
  - Eugen Jurzyca, słowacki ekonomista, polityk
  - Sherri Martel, amerykańska wrestlerka, menedżerka (zm. 2007)
  - Laurent Mosar, luksemburski prawnik, polityk
  - Janina Wawrzak, polska lekkoatletka, wieloboistka
- 9 lutego:
  - Bill Evans, amerykański saksofonista jazzowy
  - Lucjan Kuźniar, polski samorządowiec, wicemarszałek województwa podkarpackiego
  - Frederik Ndoci, albański piosenkarz, aktor
  - Marija Pinigina, kirgiska lekkoatletka, sprinterka
  - Pierre-Loup Rajot, francuski aktor, reżyser i scenarzysta filmowy
  - Henryk Sawka, polski rysownik, ilustrator, satyryk
- 10 lutego:
  - Ricardo Gareca, argentyński piłkarz, trener
  - Jarosław Gołembiowski, polski kompozytor, pianista, pedagog
  - Maciej Płażyński, polski polityk, marszałek Sejmu RP (zm. 2010)
  - Amrita Singh, indyjsko-pakistańska aktorka
  - Stasys Šedbaras, litewski prawnik, sędzia, adwokat, polityk
  - Adam Żyliński, polski samorządowiec, polityk, poseł na Sejm RP, burmistrz Iławy
- 11 lutego:
  - Paulo César Grande, brazylijski aktor
  - Stojan Gunczew, bułgarski siatkarz
  - Pepu Hernández, hiszpański trener koszykarski, polityk
  - Hanna Szajek, polska lekkoatletka, płotkarka
  - Stefan Tafrow, bułgarski dyplomata, polityk
  - Hiroshi Yoshida, japoński piłkarz
- 12 lutego:
  - Nazzareno Marconi, włoski duchowny katolicki, biskup Maceraty
  - Krzysztof Pawlak, polski piłkarz, trener
- 13 lutego:
  - Pernilla August, szwedzka aktorka
  - Elizabeta Karabolli, albańsko-amerykańska strzelczyni sportowa
  - Anna Jansson, szwedzka pisarka
  - Wojciech Piecha, polski górnik, samorządowiec, polityk, senator RP
  - Derek Riggs, brytyjski plastyk
  - Małgorzata Twaróg, polska koszykarka
- 14 lutego:
  - Symbat Lyputian, ormiański szachista, trener
  - Jerzy Witold Pietrewicz, polski ekonomista
  - Ingo Voge, niemiecki bobsleista
- 15 lutego:
  - Dżasim Bahman, kuwejcki piłkarz, bramkarz
  - Juan Mario Gómez Esteban, hiszpański szachista
  - Mark Hebden, brytyjski szachista
- 16 lutego:
  - Thomas Neylon, brytyjski duchowny katolicki, biskup pomocniczy Liverpoolu
  - Herb Williams, amerykański koszykarz, trener
  - Ice-T, amerykański raper, aktor
  - Oscar Schmidt, brazylijski koszykarz
  - Jerzy Styczyński, polski gitarzysta, członek zespołu Dżem
- 17 lutego:
  - Josefa Andrés Barea, hiszpańska pielęgniarka, działaczka związkowa, polityk
  - Serhij Bałtacza, ukraiński piłkarz, trener
  - Teodor (Hajun), ukraiński biskup prawosławny
  - Szalwa Natelaszwili, gruziński polityk
- 18 lutego:
  - Peter Koech, kenijski lekkoatleta, długodystansowiec
  - Giovanni Lavaggi, włoski kierowca wyścigowy
  - Louise Ritter, amerykańska lekkoatletka, skoczkini wzwyż
- 19 lutego:
  - Helen Fielding, brytyjska dziennikarka, pisarka
  - Martin Hewitt, amerykański aktor
  - Mišo Krstičević, chorwacki piłkarz, trener
  - Stefan Niemierowski, polski aktor
- 20 lutego:
  - Anatolij Czancew, ukraiński piłkarz, trener
  - Naci Şensoy, turecki piłkarz, trener pochodzenia kosowskiego
  - James Wilby, brytyjski aktor
- 21 lutego:
  - Jack Coleman, amerykański aktor
  - Czesław Fiedorowicz, polski samorządowiec, polityk, poseł na Sejm RP
  - Kazimierz Kleina, polski samorządowiec, polityk, poseł na Sejm i senator RP
  - John Shimkus, amerykański polityk, kongresman
- 22 lutego:
  - Silvia León, peruwiańska siatkarka
  - Kajs Su’ajjid, tunezyjski polityk, prezydent Tunezji
  - Spiridon Skiembris, grecki szachista, trener
- 23 lutego:
  - Petro Kraluk, ukraiński filozof, pisarz, publicysta
  - Maciej Piotr Prus, polski dziennikarz, pisarz, poeta i animator kultury
  - David Sylvian, brytyjski muzyk, wokalista, kompozytor, członek zespołu Japan
- 24 lutego:
  - Todd Fisher, amerykański aktor
  - Eli Guttman, izraelski piłkarz, trener
  - Mark Moses, amerykański aktor
  - Jerry Zigmont, amerykański puzonista jazzowy
- 25 lutego:
  - İradə Aşumova, azerska strzelczyni sportowa
  - Henryk Blaszka, polski żeglarz sportowy (zm. 2024)
  - Barclay Hope, kanadyjski aktor
  - Zenon Kosiniak-Kamysz, polski dyplomata, polityk
  - Silvestro Milani, włoski kolarz szosowy i torowy
  - Kurt Rambis, amerykański koszykarz
  - Anna Wiłkomirska, polska pedagog, profesor nauk społecznych
- 26 lutego:
  - Greg Germann, amerykański aktor
  - Susan Helms, amerykańska astronautka
  - Tim Kaine, amerykański polityk, senator ze stanu Wirginia
  - Zbyszek Zaborowski, polski polityk, poseł na Sejm RP
- 27 lutego:
  - Maggie Hassan, amerykańska polityk, senator ze stanu New Hampshire
  - John Metgod, holenderski piłkarz
  - Leo Randolph, amerykański bokser
  - Marek Robaczewski, polski aktor, autor tekstów, reżyser dubbingowy
  - Steve Schofield, brytyjski żużlowiec
- 28 lutego:
  - Philippe Christory, francuski duchowny katolicki, biskup Chartres
  - Maciej Klich, polski historyk, grafik
  - Christina Lathan, niemiecka lekkoatletka, sprinterka
  - Marina Wilke, niemiecka wioślarka, sterniczka
- 1 marca:
  - Bernard Chmielarz, polski kompozytor, aranżer, dyrygent, kontrabasista
  - Grzegorz Kazimierski, polski polityk, poseł na Sejm RP
  - Nik Kershaw, brytyjski wokalista, kompozytor
  - Gerhard Kleppinger, niemiecki piłkarz, trener
  - Bertrand Piccard, szwajcarski psychiatra, podróżnik
  - Józef Słaby, polski duchowny katolicki, misjonarz
- 2 marca:
  - Jens Arentzen, duński aktor, reżyser filmowy (zm. 2022)
  - Antonis Bara, indyjski duchowny katolicki
  - Kevin Curren, amerykański tenisista
  - Małgorzata Goździewicz, polska malarka, graficzka, ilustratorka
  - Kim Jong-gyu, południowokoreański zapaśnik
  - Janusz Niekrasz, polski basista, członek zespołu TSA
  - Karol Radziwonowicz, polski pianista
  - Martin Raguž, bośniacki polityk
- 3 marca:
  - Gianni Alemanno, włoski polityk, samorządowiec, burmistrz Rzymu
  - Bob Bradley, amerykański piłkarz, trener
  - Janusz Fajkowski, polski ekonomista
  - Michael Fisher, amerykański duchowny katolicki, biskup pomocniczy waszyngtoński
  - Haris Mohammed, iracki piłkarz
  - Johnny Moore, amerykański koszykarz, trener
  - Miranda Richardson, brytyjska aktorka
- 4 marca:
  - Patricia Heaton, amerykańska aktorka, producentka filmowa
  - Lech Ostasz, polski psycholog, filozof
- 5 marca:
  - Wołodymyr Bezsonow, ukraiński piłkarz, trener
  - Kazimierz Butowicz, polski malarz, podróżnik
  - Karim Maroc, algierski piłkarz
  - Bogumił Pacak-Gamalski, polski publicysta, eseista, poeta, wydawca
  - Franz Scharl, austriacki duchowny katolicki, biskup pomocniczy Wiednia
- 6 marca:
  - Vittorio Agnoletto, włoski lekarz, polityk
  - Igor Czerniawski, rosyjski muzyk, kompozytor, członek zespołów: Aya RL, Santic i Kosmetyki Mrs. Pinki
  - Eddie Deezen, amerykański aktor
  - Janusz Olszański, polski duchowny metodystyczny
- 7 marca:
  - Hélio dos Anjos, brazylijski piłkarz, bramkarz, trener
  - Władimir Kozłow, rosyjski bobsleista
- 8 marca:
  - Andy McDonald, brytyjski polityk
  - Gary Numan, brytyjski wokalista, muzyk, kompozytor, członek zespołu Tubeway Army(inne języki)
  - Krzysztof Popenda, polski polityk, poseł na Sejm RP
  - Erwin Skamrahl, niemiecki lekkoatleta, sprinter
  - Aleksandr Tarasow, rosyjski socjolog, dziennikarz, pisarz, filozof postmarksistowski
- 9 marca:
  - Jolanta Dylewska, polska operatorka filmowa, reżyserka, scenarzystka filmów dokumentalnych, pedagog
  - Linda Fiorentino, amerykańska aktorka
  - Paul MacLean, kanadyjski hokeista, trener
  - Halina Skorek, polska siatkarka
- 10 marca:
  - Dragan Čavić, bośniacki polityk narodowości serbskiej
  - Garth Crooks, angielski piłkarz pochodzenia jamajskiego
  - Funny van Dannen, niemiecki piosenkarz, kompozytor, pisarz, malarz pochodzenia holenderskiego
  - Robert Inglot, polski aktor
  - Piotr Jabłkowski, polski szpadzista
  - Kamil Jankovský, czeski przedsiębiorca, polityk
  - Wojtek Łuka, polski malarz, grafik, rysownik
  - Anna Nasiłowska, polska pisarka, poetka, krytyk i historyk literatury
  - Antoni Skupień, polski żużlowiec, trener
  - Sharon Stone, amerykańska aktorka, modelka
- 11 marca:
  - Ghazi Maszal Adżil al-Jawar, iracki polityk, p.o. prezydenta Iraku
  - Eddie Lawson, amerykański motocyklista wyścigowy
  - John O’Neill, północnoirlandzki piłkarz
  - Andrew Rein, amerykański zapaśnik
- 12 marca:
  - Phil Anderson, australijski kolarz szosowy
  - Dileita Mohamed Dileita, dżibutyjski polityk, premier Dżibuti
  - Thomas Metzinger, niemiecki filozof
- 13 marca:
  - Guillermo Arriaga, niemiecki pisarz, scenarzysta i reżyser filmowy
  - Ryszard Brejza, polski polityk, samorządowiec, prezydent Inowrocławia
  - Ján Kocian, słowacki piłkarz, trener
  - Piotr Lenar, polski operator filmowy
  - Krystyna Wierkowicz, polska lekkoatletka, biegaczka średniodystansowa
  - Jan Żaryn, polski historyk, nauczyciel akademicki, polityk, senator RP
- 14 marca:
  - Albert II Grimaldi, książę Monako
  - Jan Krzystyniak, polski żużlowiec, trener
  - Jan Niemiec, polski duchowny katolicki, biskup pomocniczy diecezji kamienieckiej, biskup tytularny Decoriany (zm. 2020)
  - Rainer Schöpp, niemiecki curler, trener
  - Zbigniew Stawrowski, polski filozof polityki
  - Leonhard Stock, austriacki narciarz alpejski
  - Russell Todd, amerykański aktor
- 15 marca:
  - Giuseppe Di Capua, włoski wioślarz, sternik
  - Krzysztof Gawara, polski piłkarz, trener
  - Piotr Gruszczyński, polski samorządowiec, polityk, senator RP
  - Dareżan Omirbajew, kazachski reżyser i scenarzysta filmowy
  - Sam Matekane, lesotyjski polityk
- 16 marca:
  - Maria Arnholm, szwedzka prawnik, polityk
  - Denise Black, brytyjska aktorka
  - Ivo Goldstein, chorwacki historyk, bizantynolog, mediewista pochodzenia żydowskiego
  - Igor Zacharkin, rosyjski hokeista, trener
- 17 marca:
  - José Manuel Abascal, hiszpański lekkoatleta, średnio- i długodystansowiec
  - Lubomír Pokluda, czeski piłkarz
- 18 marca:
  - Xavier Deluc, francuski aktor
  - Anna Łoś, polska fotograf i fotoreporter (zm. 2018)
- 19 marca:
  - Germán Chavarría, kostarykański piłkarz
  - Maciej Jędrusik, polski geograf
- 20 marca:
  - Dieudonné Espoir Atangana, kameruński duchowny katolicki, biskup Nkongsamba
  - Raymond Centène, francuski duchowny katolicki, biskup Vannes
  - Holly Hunter, amerykańska aktorka, producentka filmowa
  - Shigenori Inoue, japoński kolarz torowy
  - Detlef Kästner, niemiecki bokser
  - Evelio Rosero, kolumbijski pisarz, dziennikarz
  - Piotr Smolana, polski polityk, samorządowiec, poseł na Sejm IV kadencji
  - Remigiusz Trawiński, polski trener i działacz piłkarski, przedsiębiorca
- 21 marca:
  - Marlies Göhr, niemiecka lekkoatletka, sprinterka
  - Aneta Krogulska, polska lekarka, alergolog
  - Witold Kompa, polski piłkarz (zm. 2022)
  - Jacek Mazur, polski klarnecista, saksofonista i wokalista jazzowy, członek zespołu Jazz Band Ball Orchestra (zm. 2018)
  - Gary Oldman, brytyjski aktor, reżyser, scenarzysta i producent filmowy
- 22 marca:
  - Fatih Birol, turecki ekonomista, dyrektor Międzynarodowej Agencji Energetycznej
  - Jan Geerits, belgijski duchowny katolicki, administrator apostolski Komorów
  - Senahid Halilović, bośniacki językoznawca (zm. 2023)
  - Janez Potočnik, słoweński ekonomista, polityk, eurokomisarz
- 23 marca:
  - Etienne De Wilde, belgijski kolarz torowy i szosowy
  - Steve Fraser, amerykański zapaśnik
  - Jan Ryszard Garlicki, polski politolog
  - Pekka Haavisto, fiński polityk
  - Mauro Maria Morfino, włoski duchowny katolicki, biskup Alghero-Bosa
  - Andrzej Olborski, polski samorządowiec, wicemarszałek województwa lubelskiego
  - Zoltán Péter, węgierski piłkarz
  - Dirk Stahmann, niemiecki piłkarz
- 24 marca – Marian Molenda, polski rzeźbiarz, pedagog
- 25 marca:
  - John Ensign, amerykański polityk, senator
  - Andrzej Gołda, polski dziennikarz, scenarzysta filmowy
  - Emil Hakl, czeski pisarz
  - Amy Pascal, amerykańska producentka filmowa
- 26 marca:
  - Grażyna Borowiecka, polska lekkoatletka, wieloboistka
  - Elio de Angelis, włoski kierowca wyścigowy (zm. 1986)
  - Alar Karis, estoński polityk, prezydent Estronii
  - Agnieszka Wolfram-Zakrzewska, polska dziennikarka, działaczka społeczna
- 27 marca:
  - Wim Hofkens, holenderski piłkarz
  - Didier de Radiguès, belgijski motocyklista wyścigowy
  - Adrian Rawlins, brytyjski aktor
  - Joanna Szczepanowska, polska biochemik, profesor
- 28 marca:
  - Marion Barron, brytyjska aktorka
  - Heinz Hermann, szwajcarski piłkarz, trener
  - Håkan Lindquist, szwedzki pisarz, tłumacz (zm. 2022)
  - Ivan Messelis, belgijski kolarz przełajowy
- 29 marca:
  - Giuseppe Cuccarini, włoski trener siatkówki
  - Leszek Jamroziński, polski kajakarz
  - Nouriel Roubini, amerykański ekonomista pochodzenia żydowskiego
  - Victor Salva, amerykański reżyser i scenarzysta filmowy
  - Tsutomu Sonobe, japoński piłkarz
- 30 marca:
  - Maurice LaMarche, kanadyjski aktor
  - Tadeusz Szymków, polski aktor (zm. 2009)
  - Joanna Wronecka, polska arabistka, dyplomatka
- 31 marca:
  - Dave Coyne, brytyjski kierowca wyścigowy
  - Paul Ferguson, brytyjski perkusista, członek zespołu Killing Joke
  - Kuupik Kleist, grenlandzki polityk, premier Grenlandii
- 1 kwietnia:
  - Toni Innauer, austriacki skoczek narciarski
  - Hiromi Kawakami, japońska pisarka, eseistka
  - Serhij Marusin, ukraiński piłkarz, trener
  - Danuta Olejniczak, polska działaczka samorządowa, polityk, posłanka na Sejm RP
  - Tita, brazylijski piłkarz, trener
- 2 kwietnia:
  - Emir Dizdarević, bośniacki szachista
  - Larry Drew, amerykański koszykarz, trener
  - Włodzimierz (Nowikow), rosyjski biskup prawosławny
  - Olaf Prenzler, niemiecki lekkoatleta, sprinter
  - Song Young-chang, południowokoreański aktor
- 3 kwietnia:
  - Alec Baldwin, amerykański aktor, reżyser, scenarzysta i producent filmowy, teatralny i telewizyjny
  - Peter Norman, szwedzki ekonomista, polityk
  - David Ragsdale, amerykański skrzypek, członek zespołu Kansas
  - Ryszard Żarowski, polski gitarzysta
- 4 kwietnia:
  - Andrzej Radzimiński, polski historyk
  - Tadeusz Wita, polski inżynier, polityk, poseł na Sejm RP
  - Leszek Woderski, polski lekkoatleta
  - Masakuni Yamamoto, japoński piłkarz, trener
- 5 kwietnia:
  - Wilson Luís Angotti Filho, brazylijski duchowny katolicki, biskup Taubaté
  - Elżbieta Dembowska, polska stomatolog
  - Ryōichi Kawakatsu, japoński piłkarz
  - Afzal Khan, brytyjski samorządowiec, polityk pochodzenia pakistańskiego
  - Johan Kriek, południowoafrykańsko-amerykański tenisista
  - Waldemar Sierański, polski kabareciarz, aktor
- 6 kwietnia:
  - Vladimír Kinier, słowacki piłkarz
  - Valentinas Mikelėnas, litewski prawnik, wykładowca akademicki
  - Krzysztof Teryfter, polski kontradmirał
- 7 kwietnia:
  - Brian Haner, amerykański wokalista i gitarzysta rockowy
  - Ted Nolan, kanadyjski hokeista, trener
  - Elżbieta Stengert, polska śpiewaczka operowa, specjalistka w zakresie sztuk muzycznych (zm. 2021)
- 8 kwietnia:
  - Paweł Bortkiewicz -polski duchowny katolicki, teolog, profesor nauk teologicznych  
  - Maarten Ducrot, holenderski kolarz szosowy
  - Marek Gołkowski, polski dyplomata
  - Abel (Popławski), polski duchowny prawosławny, arcybiskup lubelsko-chełmski
  - Marek Sawicki, polski polityk, poseł na Sejm RP, minister rolnictwa i rozwoju wsi
- 9 kwietnia:
  - François Brisson, francuski piłkarz, trener
  - Víctor Diogo, urugwajski piłkarz
  - Irena Rolska, polska historyk sztuki, wykładowczyni akademicka
  - Tony Sibson, brytyjski bokser
  - Gregg Tafralis, amerykański lekkoatleta (zm. 2023)
  - Hermann Tertsch, hiszpański dziennikarz, publicysta, pisarz, polityk, eurodeputowany pochodzenia austriackiego
- 10 kwietnia:
  - Flemming Christensen, duński piłkarz
  - Waldemar Fiuta, polski piłkarz, trener
  - Brigitte Holzapfel, niemiecka lekkoatletka, skoczkini wzwyż i wieloboistka
  - André Kisser, szwajcarski bobsleista
  - Elmar Məhərrəmov, azerski szachista, trener
  - Victor Hugo Palma Paúl, gwatemalski duchowny katolicki, biskup Escuintli
  - Juwal Steinitz, izraelski filozof, polityk
  - Tadeusz Truskolaski, polski ekonomista, samorządowiec, prezydent Białegostoku
- 11 kwietnia:
  - Luisa Diogo, mozambicka polityk, premier Mozambiku
  - Hanna Hawryłeć, ukraińska kompozytorka, pedagog
  - Ludmiła Kondratjewa, rosyjska lekkoatletka, sprinterka
  - Dolores Luks, polska lekkoatletka, skoczkini w dal
- 12 kwietnia:
  - Roland Dalhäuser, szwajcarski lekkoatleta, skoczek wzwyż
  - Karel Stromšik, czeski piłkarz, bramkarz, trener
  - Klaus Tafelmeier, niemiecki lekkoatleta, oszczepnik
  - Ginka Zagorczewa, bułgarska lekkoatletka, płotkarka
- 13 kwietnia:
  - Wiktor Daszczuk, polski informatyk
  - Irene Hendriks, holenderska hokeistka na trawie
  - Karel Müller, czeski historyk, archiwista
  - Wiktor Omelanowycz, ukraiński wioślarz
  - Joseba Sarrionandia, baskijski filolog, poeta, prozaik
  - Nadhim Shaker, iracki piłkarz, trener (zm. 2020)
  - Ulrik Wilbek, duński piłkarz ręczny, trener
- 14 kwietnia:
  - Peter Capaldi, szkocki aktor, reżyser filmowy pochodzenia włoskiego
  - Sławomir Holland, polski aktor
- 15 kwietnia:
  - Anna Kalbarczyk, polska malarka, grafik
  - Pablo Luna, meksykański piłkarz, trener
  - Anne Michaels, kanadyjska pisarka
- 16 kwietnia:
  - Alf Busk, duński żużlowiec
  - Claudio Castricone, argentyński duchowny rzymskokatolicki
  - Marek Czemplik, polski prawnik, senator RP
  - Rafał Markowski, polski duchowny katolicki, biskup pomocniczy warszawski
- 17 kwietnia:
  - Ilona Brand, niemiecka saneczkarka
  - Krzysztof Gajewski, polski funkcjonariusz policji, nadinspektor, komendant główny
  - Marek Motyka, polski piłkarz, trener
- 18 kwietnia:
  - Eamonn Bannon, szkocki piłkarz
  - Michaił Iwanow, rosyjski piłkarz wodny
  - Thoma Simaku, albański kompozytor
  - Santiago Urquiaga, hiszpański piłkarz narodowości baskijskiej
  - Filomeno Vieira Dias, angolski duchowny katolicki, arcybiskup Luandy
- 19 kwietnia:
  - Steve Antin, amerykański aktor, kaskader
  - Krzysztof Karwat, polski poeta, krytyk literacki, publicysta
  - Paweł Sobkowicz, polski fizyk i socjofizyk
  - Roberto López Ufarte, hiszpański piłkarz narodowości baskijskiej
  - Sławomir Wierzcholski, polski wokalista, harmonijkarz, gitarzysta, członek zespołu Nocna Zmiana Bluesa
- 20 kwietnia:
  - Dragan Đokanović, serbski polityk
  - Wiaczesław Fietisow, rosyjski hokeista, trener i działacz hokejowy
  - Alex Tharamangalam, indyjski duchowny syromalabarski
- 21 kwietnia:
  - Mike Barson, brytyjski muzyk, klawiszowiec, kompozytor, członek zespołu Madness
  - Francis Duffy, irlandzki duchowny katolicki, biskup Ardagh i Clonmacnoise
  - Andie MacDowell, amerykańska aktorka, modelka
  - Mustafa Merry, marokański piłkarz
- 22 kwietnia:
  - Gary Etherington, amerykański piłkarz pochodzenia angielskiego
  - Pierre Gramegna, luksemburski dyplomata, polityk
  - Bogdan Łoś, polski gitarzysta, członek zespołów: Ogród Wyobraźni, MadMax i Exodus
  - Antoni Stryjewski, polski geolog, polityk, poseł na Sejm RP
  - Marek Trzciński, polski przedsiębiorca, senator RP
- 23 kwietnia:
  - Magnus Andersson, szwedzki piłkarz
  - Jerzy Gudejko, polski aktor, reżyser obsady
  - Jack Kao, tajwański aktor
  - Jerzy Koch, polski literaturoznawca, niderlandysta i germanista
  - Dariusz Tomasz Lebioda, polski poeta, krytyk literacki
  - Radu Mihăileanu, francuski reżyser i scenarzysta filmowy pochodzenia rumuńsko-żydowskiego
- 24 kwietnia:
  - Artur Rêgo, portugalski adwokat, działacz sportowy, polityk
  - Steven Wright, brytyjski seryjny morderca
- 25 kwietnia:
  - Marek Bogusławski, polski samorządowiec i lekarz, wicemarszałek województwa świętokrzyskiego
  - Fish, szkocki wokalista, kompozytor, autor tekstów, członek zespołu Marillion
  - Joseph Hanefeldt, amerykański duchowny katolicki, biskup Grand Island
  - Luis Guillermo Solís, kostarykański polityk, prezydent Kostaryki
- 26 kwietnia:
  - Małgorzata Boratyńska, polska aktorka, reżyserka dubbingu
  - Johnny Dumfries, brytyjski arystokrata, kierowca wyścigowy (zm. 2021)
  - Giancarlo Esposito, amerykański aktor
  - Jorgos Kostikos, grecki piłkarz, trener
  - Dieter Schatzschneider, niemiecki piłkarz, trener
  - Robert Traba, polski historyk
- 27 kwietnia – Łarysa Kuzniacowa, białoruska nauczycielka, polityk
- 28 kwietnia:
  - Doris de Agostini, szwajcarska narciarka alpejska (zm. 2020)
  - Silvio José Báez Ortega, nikaraguański duchowny katolicki, biskup pomocniczy Managui
  - Marek Bęben, polski piłkarz, bramkarz
  - Agata Sapiecha, polska skrzypaczka
  - Christopher Young, amerykański kompozytor muzyki filmowej
- 29 kwietnia:
  - Giovanni Galli, włoski piłkarz, bramkarz
  - Laura Harrington, amerykańska aktorka
  - Michelle Pfeiffer, amerykańska aktorka, producentka filmowa
  - Martin Whitmarsh, brytyjski inżynier, dyrektor generalny McLaren Racing
- 30 kwietnia:
  - Charles Berling, francuski aktor, reżyser i scenarzysta filmowy
  - Gary Gray, australijski polityk
  - Stephen Mull, amerykański dyplomata
  - Abdelaziz Souleimani, marokański piłkarz
  - Grzegorz Stróżniak, polski wokalista, klawiszowiec, kompozytor, autor tekstów, członek zespołu Lombard
- 1 maja:
  - Paweł Binkowski, polski aktor, lektor
  - Olga Homeghi, rumuńska wioślarka
  - Paweł Jarodzki, polski malarz, rysownik (zm. 2021)
  - Patrice Talon, beniński przedsiębiorca, polityk, prezydent Beninu
- 2 maja:
  - Ubaldo Aquino, paragwajski sędzia piłkarski
  - Giuseppe Dossena, włoski piłkarz, trener
  - Stanislav Levý, czeski piłkarz, trener
  - Irena Majcen, słoweńska polityk
  - David O’Leary, irlandzki piłkarz, trener
  - Małgorzata Ostrowska, polska piosenkarka
- 3 maja:
  - Kevin Kilner, amerykański aktor
  - Kazimierz Plocke, polski samorządowiec, polityk, poseł na Sejm RP
  - Kelvin Ransey, amerykański koszykarz
  - Bill Sienkiewicz, amerykański malarz pochodzenia polskiego, grafik, autor komiksów
  - Sandi Toksvig, brytyjska aktorka, prezenterka, komik pochodzenia duńskiego
- 4 maja:
  - Keith Haring, amerykański artysta współczesny (zm. 1990)
  - Jerzy Jarniewicz, polski poeta, tłumacz
  - Mats Nyberg, szwedzki curler
- 5 maja:
  - Anthony Adderly, belizeński piłkarz, trener
  - Serse Cosmi, włoski trener piłkarski
  - Zbigniew Kudłacz, polski koszykarz
  - Irena Linka, polska koszykarka
- 6 maja:
  - Danijjel Benlolo, izraelski polityk
  - Tommy Byrne, irlandzki kierowca wyścigowy
  - Nikołaj Swinarow, bułgarski prawnik, adwokat, polityk
  - Marcin Zawiła, polski samorządowiec, polityk, poseł na Sejm RP
- 7 maja:
  - Horst Bellingrodt, kolumbijski strzelec sportowy pochodzenia niemieckiego
  - Tadeusz Dolny, polski piłkarz
  - Christine Lieberknecht, niemiecka pastor, polityk
- 8 maja:
  - Roddy Doyle, irlandzki prozaik, dramaturg, scenarzysta filmowy
  - André Egli, szwajcarski piłkarz
  - Wasyl Kujbida, ukraiński polityk
  - Bruno Polius, francuski piosenkarz pochodzenia martynicko-polskiego
  - Emilio Rocha Grande, hiszpański duchowny katolicki
- 9 maja:
  - Chuck Russell, amerykański reźyser
  - Leszek Jachna, polski hokeista
  - Andrzej Kopiczko, polski kapłan katolicki, kanonik, archiwista, historyk, nauczyciel akademicki
  - Bhaskaran Sathianathan, malezyjski piłkarz, trener (zm. 2023)
  - Francesco Scali, włoski aktor
  - Julio César Uribe, peruwiański piłkarz, trener
- 10 maja:
  - Halina Bednarz, polska aktorka
  - Gaétan Boucher, kanadyjski łyżwiarz szybki
  - Hans Enn, austriacki narciarz alpejski
  - Takashi Irie, japoński zapaśnik
  - Harri Kirvesniemi, fiński biegacz narciarski
  - Ellen Ochoa, amerykańska inżynier, astronautka pochodzenia meksykańskiego
  - Grzegorz Raczak, polski kardiolog, profesor nauk medycznych, poseł na Sejm RP
  - Rick Santorum, amerykański polityk, senator
  - Joseba Segura Etxezarraga, hiszpański duchowny katolicki, biskup pomocniczy Bilbao
  - Ralf Zumdick, niemiecki piłkarz, bramkarz, trener
- 11 maja:
  - Brice Hortefeux, francuski polityk
  - Stanisław Kęsik, polski poeta, działacz społeczny, polityk, samorządowiec (zm. 2021)
  - Artur Kołosowski, polski generał brygady
  - Lubow Pugowicznikowa, rosyjska kolarka szosowa
- 12 maja:
  - Massimo Briaschi, włoski piłkarz
  - Chajjim Jellin, izraelski polityk
  - Eric Singer, amerykański muzyk, wokalista
- 13 maja:
  - Karen Cellini, amerykańska aktorka
  - Peter Collins, brytyjski duchowny katolicki
  - Tomasz Grodzki, polski chirurg, polityk, marszałek Senatu RP
  - Artan Minarolli, albański aktor, reżyser i scenarzysta filmowy (zm. 2015)
  - Stanisław Suchowolec, polski duchowny katolicki, kapelan białostockiej ‚‚Solidarności’’ (zm. 1989)
  - Grażyna Trela, polska aktorka, reżyserka, piosenkarka, dziennikarka
- 14 maja:
  - Sarah Chen, chińska piosenkarka
  - Andrzej Grubba, polski tenisista stołowy (zm. 2005)
  - Anna Höglund, szwedzka ilustratorka, autorka książek
  - Andrzej Przyłębski, polski filozof, profesor nauk humanistycznych, tłumacz, kulturoznawca i dyplomata
  - Berislav Šipuš, chorwacki dyrygent, kompozytor i nauczyciel akademicki
- 15 maja:
  - Janusz Bargieł, polski samorządowiec, polityk, senator RP (zm. 2021)
  - Giampiero Gloder, włoski duchowny katolicki, arcybiskup
  - Halina Kołdras-Bartnicka, polska hokeistka na trawie
  - Ron Simmons, amerykański wrestler, futbolista
  - Ralf Walter, niemiecki polityk
- 16 maja:
  - Alfonso Jessel, meksykański zapaśnik
  - Kenneth Nowakowski, kanadyjski duchowny greckokatolicki, eparcha Londynu
  - Walerij Pietrakow, rosyjski piłkarz, trener
  - Krzysztof Skarbek, polski malarz
- 17 maja:
  - Paul Di’Anno, brytyjski wokalista pochodzenia włoskiego, członek zespołów: Iron Maiden, Lonewolf(inne języki), Di’Anno, Gogmagog(inne języki), Battlezone(inne języki) i Killers (zm. 2024)
  - Zintis Ekmanis, łotewski bobsleista
- 18 maja:
  - Rubén Omar Romano, argentyński piłkarz, trener
  - Toyah Willcox, brytyjska piosenkarka, aktorka
- 19 maja:
  - Piotr Bąk, polski samorządowiec, starosta powiatu tatrzańskiego
  - José Antonio Chang, peruwiański polityk, premier Peru
  - Anthony Doyle, brytyjski kolarz szosowy i torowy (zm. 2023)
- 20 maja:
  - Mohammed Chaib, algierski piłkarz
  - Aleksiej Guśkow, rosyjski aktor
  - Matt McCoy, amerykański aktor, producent filmowy
  - Paweł Warchoł, polski grafik
- 21 maja:
  - Tom Feeney, amerykański polityk
  - Przemysław Frankowski, polski dziennikarz i prezenter radiowy (zm. 2022)
  - Bogusław Pietrzak, polski trener piłkarski
  - Dietmar Trillus, kanadyjski łucznik
- 22 maja:
  - Wayne Johnston, kanadyjski pisarz
  - Leung Sui Wing, hongkoński piłkarz, trener
  - Piotr Walerych, polski polityk, poseł na Sejm RP
- 23 maja:
  - Mitch Albom, amerykański dziennikarz i komentator sportowy
  - Drew Carey, amerykański aktor, komik
  - Les O’Connell, nowozelandzki wioślarz
  - Thomas Reiter, niemiecki pułkownik lotnictwa, astronauta
- 24 maja:
  - Cecka Caczewa, bułgarska prawnik, polityk
  - Les Collins, angielski żużlowiec
  - Krum Georgiew, bułgarski szachista (zm. 2024)
  - Masayoshi Okada, japoński sędzia piłkarski
- 25 maja:
  - Katerina Badzeli, grecka ekonomistka, polityk
  - Renato Marangoni, włoski duchowny katolicki, biskup Belluno-Feltre
  - Aldona Młyńczak, polska architekt, polityk, poseł na Sejm RP
  - Andrzej Tuziak, polski prozaik i scenarzysta
  - Tadeusz Wallas, polski politolog
  - Paul Weller, brytyjski muzyk, wokalista, autor tekstów, członek zespołów: The Jam i The Style Council
- 26 maja:
  - Arto Bryggare, fiński lekkoatleta, płotkarz, polityk
  - Cho Byung-deuk, południowokoreański piłkarz, bramkarz, trener
  - Wayne Hussey, brytyjski gitarzysta, lider zespołu The Mission
- 27 maja:
  - Jan Byra, polski dziennikarz, polityk, poseł na Sejm RP
  - Fernando Climent Huerta, hiszpański wioślarz
  - Neil Finn, nowozelandzki wokalista, gitarzysta, członek zespołu Crowded House
  - Teresa Glenc, polska nauczycielka, polityk, posłanka na Sejm RP
  - Roman Graczyk, polski dziennikarz, publicysta
  - Wojciech Kozak, polski samorządowiec, wicemarszałek województwa małopolskiego
  - Claudio Pollio, włoski zapaśnik
  - Linnea Quigley, amerykańska aktorka, producentka filmowa
  - Heike Schulte-Mattler, niemiecka lekkoatleta, sprinterka i skoczkini w dal
  - Justyn Węglorz, polski koszykarz
- 28 maja:
  - Maria Bayo, hiszpańska śpiewaczka
  - Bert Koenders, holenderski politolog, polityk, dyplomata
  - Louis Mustillo, amerykański aktor
  - Giuseppe Sala, włoski menedżer, samorządowiec, burmistrz Mediolanu
  - František Straka, czeski piłkarz, trener
- 29 maja:
  - Annette Bening, amerykańska aktorka
  - Stefan Ciekański, polski kolarz szosowy
  - Ina Druviete, łotewska filolog i polityk
  - Mark Sołonin, rosyjski pisarz, pyblicysta historyczny
- 30 maja:
  - Milada Blažková, czeska hokeistka na trawie
  - Marie Fredriksson, szwedzka wokalistka, kompozytorka, członkini duetu Roxette (zm. 2019)
  - Michael Lopez-Alegria, amerykański komandor, astronauta pochodzenia hiszpańskiego
  - Jelena Majorowa, rosyjska aktorka (zm. 1997)
  - Ted McGinley, amerykański aktor
- 31 maja:
  - Dariusz Boguski, polski przedsiębiorca, polityk, poseł na Sejm RP
  - Stephen Holland, australijski pływak
  - Mimmo Lucano, włoski polityk, nauczyciel i samorządowiec
- 1 czerwca:
  - Barry Adamson, brytyjski muzyk rockowy
  - Zygmunt Babiak, polski aktor, muzyk (zm. 2025)
  - Sylwester Czopek, polski archeolog
  - Nambaryn Enchbajar, mongolski polityk, premier i prezydent Mongolii
  - Hiroshi Mori, japoński astronom amator
  - Zbigniew Piotrowicz, polski psycholog, taternik, publicysta, animator kultury, samorządowiec
  - Rob Scholte, holenderski artysta
- 2 czerwca:
  - Gosia Dobrowolska, australijska aktorka pochodzenia polskiego
  - Ryszard Mićko, polski polityk, wicewojewoda zachodniopomorski
  - Terry Moore, kanadyjski piłkarz
  - Krzysztof Polkowski, polski malarz, rysownik, pedagog
  - Jo Vandeurzen, belgijski i flamandzki polityk
- 3 czerwca:
  - Jean-Marc Luisada, francuski pianista i pedagog muzyczny
  - Mendi Mengjiqi, albański muzyk i kompozytor
- 4 czerwca:
  - Kenny Cresswell, nowozelandzki piłkarz
  - Ginny Gilder, amerykańska wioślarka
  - Thomas Hales, amerykański matematyk
  - Mark Illsley, amerykański reżyser filmowy
  - Leszek Lipka, polski piłkarz
  - Tito Nieves, portorykański piosenkarz
- 5 czerwca:
  - Geoff Dyer, brytyjski pisarz, nauczyciel akademicki
  - Carole Kravetz, amerykańska montażystka filmowa
  - Ahmed Abdallah Sambi, komoryjski polityk, prezydent Komorów
  - Waldemar Pytel, polski duchowny luterański
  - Nicolas Thévenin, francuski duchowny katolicki, arcybiskup, nuncjusz apostolski
- 6 czerwca:
  - Tracey Adams, amerykańska aktorka pornograficzna
  - Gordan Grlić Radman, chorwacki polityk, dyplomata
  - Mariusz Kubiak, polski hokeista na trawie, trener
- 7 czerwca:
  - Roman Gutek, polski działacz kulturalny
  - Jonas Hellborg, szwedzki basista
  - Katarzyna Kretkowska, polska polityk, samorządowiec, posłanka na Sejm RP
  - Izabela Orkisz, polska aktorka
  - Prince, amerykański muzyk, wokalista, kompozytor, producent muzyczny (zm. 2016)
  - Erich Übelhardt, szwajcarski kolarz górski
- 8 czerwca:
  - Nasry Asfura, honduraski polityk
  - Jakko Jakszyk, brytyjski muzyk
  - Tane McClure, amerykańska piosenkarka, aktorka, scenarzystka i producentka filmowa
  - Keenen Ivory Wayans, amerykański aktor, scenarzysta, reżyser i producent filmowy
- 9 czerwca – Esko Rechardt, fiński żeglarz
- 10 czerwca:
  - Salah Assad, algierski piłkarz, trener
  - Andrzej Brachmański, polski dziennikarz, polityk, poseł na Sejm RP
  - James Conant, amerykański filozof
  - Jacek Giezek, polski prawnik
  - Paweł Sala, polski reżyser filmowy i teatralny, dramaturg
  - Yū Suzuki, japoński twórca gier komputerowych
  - Guy Vanhengel, belgijski i flamandzki polityk
- 11 czerwca:
  - Andrzej Karweta, polski wiceadmirał, dowódca Marynarki Wojennej (zm. 2010)
  - Rick Renzi, amerykański polityk
  - Miroslava Šafránková, czeska aktorka
  - Marek Suski, polski polityk, poseł na Sejm RP
  - Anna Ślipiko, polska lekkoatletka, sprinterka
- 12 czerwca:
  - Mark Amodei, amerykański polityk, kongresman
  - Meredith Brooks, amerykańska pieśniarka, gitarzystka
  - Rory Sparrow, amerykański koszykarz
  - Olivier Weber, francuski pisarz, dziennikarz
- 13 czerwca:
  - Zbigniew Rabsztyn, polski malarz, grafik, ilustrator, plakacista
  - Marek Siwek, polski wokalista, autor tekstów piosenek (zm. 2012)
- 14 czerwca:
  - James Gurney, amerykański rysownik, ilustrator, pisarz
  - Eric Heiden, amerykański łyżwiarz szybki, kolarz szosowy
  - Nick Van Eede, brytyjski muzyk, wokalista, producent muzyczny, członek zespołu Cutting Crew
  - Yao Jingyuan, chiński sztangista
  - Olaf Scholz, niemiecki polityk i prawnik, kanclerz Niemiec
- 15 czerwca – Wade Boggs, amerykański baseballista
- 16 czerwca:
  - Darrell Griffith, amerykański koszykarz
  - Ulrike Tauber, niemiecka pływaczka
- 17 czerwca:
  - Jello Biafra, amerykański wokalista, członek zespołu Dead Kennedys
  - Jerry Carl, amerykański polityk, członek Izby Reprezentantów
  - Daniel McVicar, amerykański aktor, reżyser, scenarzysta telewizyjny i filmowy
  - Scott Peters, amerykański polityk, kongresman
  - Andrzej Słomski, polski polityk, poseł na Sejm RP
  - Donatella Tesei, włoska polityk, prawnik, prezydent Umbrii
- 18 czerwca:
  - Michael Dunkley, bermudzki polityk, premier Bermudów
  - Kazimierz Lubowicki, polski duchowny katolicki, teolog
  - Mark Milley, amerykański wojkowy
  - Leszek Tabor, polski nauczyciel, samorządowiec, burmistrz Sztumu
- 19 czerwca:
  - Magdalena Kołodziejczak, polska polityk i prawniczka, posłanka na Sejm RP
  - Siergiej Makarow, rosyjski hokeista
  - Trond Jøran Pedersen, norweski skoczek narciarski, trener
- 20 czerwca:
  - Krzysztof Loryś, polski matematyk
  - Draupadi Murmu, indyjska polityk, prezydent Indii
  - Barbara Rosenkranz, austriacka polityk
  - Roberts Zīle, łotewski ekonomista, polityk
- 21 czerwca:
  - Giennadij Padałka, rosyjski kosmonauta
  - Marek Rębacz, polski dramaturg
- 22 czerwca:
  - Rocío Banquells, meksykańska aktorka, piosenkarka
  - Jacques Bonnaffé, francuski aktor
  - Rodion Cămătaru, rumuński piłkarz
  - Bruce Campbell, amerykański aktor, reżyser, scenarzysta i producent filmowy
  - Bogusław Śmigielski, polski lekarz, samorządowiec, marszałek województwa śląskiego
- 23 czerwca:
  - Pietro Fanna, włoski piłkarz
  - Roman Rewakowicz, polski kompozytor, dyrygent
- 24 czerwca:
  - Jean Charest, kanadyjski polityk, premier Quebecu
  - João José da Costa, brazylijski duchowny katolicki, arcybiskup metropolita Aracajú
  - Jan Malicki, polski historyk, publicysta
  - Silvio Mondinelli, włoski himalaista
- 25 czerwca:
  - Seryk Achmetow, kazachski polityk, premier Kazachstanu
  - George Becali, rumuński przedsiębiorca, polityk
  - Debbie Green, amerykańska siatkarka
- 26 czerwca:
  - Pedro Cateriano, peruwiański polityk, premier Peru
  - Paweł Edelman, polski operator filmowy
  - Zbigniew Rybka, polski polityk, samorządowiec, prezydent Głogowa
  - Christos Stilianidis, cypryjski polityk
- 27 czerwca:
  - Andrzej Biernacki, polski malarz, pedagog, krytyk sztuki, wydawca, właściciel galerii
  - Piotr Fijas, polski skoczek narciarski, trener
  - Witold Kozłowski, polski nauczyciel, samorządowiec, marszałek województwa małopolskiego
  - Ahmad Wahidi, irański generał, polityk
- 28 czerwca:
  - Donna Edwards, amerykańska polityk
  - Józef Panfil, polski malarz
- 29 czerwca:
  - Piotr Adamczyk, polski pisarz, dziennikarz
  - Dieter Althaus, niemiecki nauczyciel, polityk
  - Oana Lungescu, rumuńska dziennikarka
  - Rosa Mota, portugalska lekkoatletka, maratonka
  - Ralf Rangnick, niemiecki piłkarz, trener
- 30 czerwca:
  - Lidia Duda, polska dziennikarka, reportażystka, dokumentalistka
  - Sibyla Mislovičová, słowacka językoznawczyni
  - Reinhard Pappenberger, niemiecki duchowny katolicki, biskup pomocniczy Ratyzbony
  - Esa-Pekka Salonen, fiński kompozytor, dyrygent, waltornista
  - Jesús María de la Villa García, hiszpański szachista, trener
- 1 lipca:
  - Goran Čabrilo, serbski szachista
  - Ann Jansson, szwedzka lekkoatletka, chodziarka
  - Nancy Lieberman, amerykańska koszykarka pochodzenia żydowskiego
  - Louise Penny, kanadyjska pisarka
  - Božo Vuletić, chorwacki piłkarz wodny
- 2 lipca:
  - Đặng Thái Sơn, wietnamski pianista
  - Michael Turtur, australijski kolarz torowy
- 3 lipca:
  - Jacek Skiba, polski aktor, prezenter telewizyjny
  - Zbigniew Strzałkowski, polski franciszkanin, czcigodny Sługa Boży, męczennik (zm. 1991)
- 4 lipca:
  - Elena Horvat, rumuńska wioślarka
  - Deon Meyer, południowoafrykański pisarz
  - Bożena Ronowicz, polska działaczka samorządowa, prezydent Zielonej Góry
- 5 lipca:
  - Veronica Guerin, irlandzka dziennikarka (zm. 1996)
  - Awigdor Lieberman, izraelski polityk
  - Bill Watterson, amerykański rysownik i scenarzysta komiksowy
- 6 lipca:
  - Krzysztof Czyżewski, polski pisarz
  - Duško Marković, czarnogórski polityk, premier Czarnogóry
  - Sławomir Orzechowski, polski aktor
  - Arnaldo Otegi, baskijski polityk nacjonalistyczny, członek ETA
  - Jennifer Saunders, brytyjska aktorka
  - Władimir Własow, radziecki skoczek narciarski
  - Małgorzata Zwiercan, polska polityk
- 7 lipca:
  - Krzysztof Białasik, polski duchowny katolicki, biskup Oruro w Boliwii
  - Béla Bugár, słowacki inżynier, polityk pochodzenia węgierskiego
  - Michala Petri, duńska flecistka
- 8 lipca:
  - Kevin Bacon, amerykański aktor, reżyser i producent filmowy
  - Andreas Carlgren, szwedzki polityk
  - Cippi Liwni, izraelska polityk
- 9 lipca:
  - Pavol Blažek, słowacki lekkoatleta, chodziarz
  - Fernando Braga, włoski szachista, trener pochodzenia argentyńskiego
  - Marcin Michalski, polski koszykarz
- 10 lipca:
  - Russ Carnahan, amerykański polityk
  - Béla Fleck, amerykański wirtuoz gry na banjo
  - Fiona Shaw, irlandzka aktorka
  - Ute Thimm, niemiecka lekkoatletka, sprinterka
- 11 lipca:
  - Mark Lester, brytyjski aktor
  - Hugo Sánchez, meksykański piłkarz, trener
  - Hank Shermann, duński gitarzysta, kompozytor
  - Janusz Stepnowski, polski duchowny katolicki, biskup łomżyński
- 12 lipca:
  - Janusz Cedro, polski muzyk, kompozytor, aranżer, reżyser, producent muzyczny
  - Walerij Kipiełow, rosyjski muzyk, wokalista, lider zespołów: Arija i Kipiełow
  - Płamen Pawłow, bułgarski historyk, poeta
- 13 lipca:
  - Gustaw Marek Brzezin, polski nauczyciel, samorządowiec, marszałek województwa warmińsko-mazurskiego
  - Joanna Pajkowska, polska żeglarka
  - Maria Patek, austriacka polityk
  - Victor Stepaniuk, mołdawski polityk
- 14 lipca:
  - Sajpułła Absaidow, rosyjski zapaśnik
  - Siergiej Andrijaka, rosyjski malarz-akwarelista, pedagog (zm. 2024)
  - Anthony Atala, peruwiańsko-amerykański urolog, wykładowca akademicki
  - Mircea Geoană, rumuński dyplomata, polityk
  - Krzysztof Pańczyk, polski szachista
  - Scott Rudin, amerykański producent
  - Elżbieta Zającówna, polska aktorka (zm. 2024)
- 15 lipca:
  - Sławomir Broniarz, polski nauczyciel i działacz związkowy
  - Marlena Drozdowska, polska piosenkarka
  - Włodzimierz Kiciński, polski menedżer i bankowiec
  - Ron Preston, amerykański żużlowiec
  - Janusz Szymański, polski prawnik, polityk, poseł na Sejm RP (zm. 2020)
  - Mac Thornberry, amerykański polityk, kongresman
- 16 lipca:
  - Sabine de Bethune, belgijska i flamandzka prawnik, polityk
  - Michael Flatley, amerykański tancerz, choreograf, flecista pochodzenia irlandzkiego
  - Lee Roy Murphy, amerykański bokser
  - Mike D. Rogers, amerykański polityk, kongresman
  - Rachel Talalay, amerykańska reżyser i producent filmowa
  - Barbara Zgadzaj, polska lekkoatletka, sprinterka
- 17 lipca:
  - Helmut Krieger, polski lekkoatleta, kulomiot
  - Jan Shearer, nowozelandzka żeglarka sportowa
  - Wong Kar-Wai, hongkoński reżyser, scenarzysta i producent filmowy
  - Tomasz Zaboklicki, polski przedsiębiorca
- 18 lipca:
  - Renata Beger, polska polityk, poseł na Sejm RP
  - Anna Milczanowska, polska działaczka samorządowa, polityk, prezydent Radomska, poseł na Sejm RP
  - José Moko, kongijski duchowny katolicki, biskup Idiofy
  - Bent Sørensen, duński kompozytor
- 19 lipca:
  - Kazushi Kimura, japoński piłkarz
  - Angharad Tomos, walijska pisarka
  - Michael Tonello, amerykański felietonista, pisarz, przedsiębiorca
  - Grigol Waszadze, gruziński dyplomata, polityk
- 20 lipca:
  - Philippe Bas, francuski urzędnik państwowy, samorządowiec, polityk
  - José Cesário, portugalski nauczyciel, samorządowiec, polityk
  - Zoran Kalinić, serbski tenisista stołowy
  - Benni Ljungbeck, szwedzki zapaśnik
  - Krzysztof Loryś, polski matematyk
- 21 lipca:
  - Agnieszka Fatyga, polska aktorka, piosenkarka, pianistka (zm. 2020)
  - Siergiej Sobianin, rosyjski polityk, mer Moskwy
  - Helga Trüpel, niemiecka polityk
- 22 lipca:
  - Iva Bittová, czeska skrzypaczka, kompozytorka, wokalistka
  - Sævar Jónsson, islandzki piłkarz
  - Jaime Pacheco, portugalski piłkarz, trener
- 23 lipca:
  - Björn von Finckenstein, namibijski lekarz, samorządowiec, burmistrz Windhuku (zm. 2021)
  - Paweł Jaskanis, polski historyk sztuki
  - Frank Mill, niemiecki piłkarz (zm. 2025)
- 24 lipca:
  - Joe Barry Carroll, amerykański koszykarz
  - Jarosław Domin, polski aktor
  - Natalia Koryncka-Gruz, polska reżyserka, scenarzystka i producentka filmowa
  - Jim Leighton, szkocki piłkarz, bramkarz
- 25 lipca:
  - Karlheinz Förster, niemiecki piłkarz
  - Thurston Moore, amerykański gitarzysta, wokalista, członek zespołu Sonic Youth
  - Nicolas Souchu, francuski duchowny katolicki, biskup Aire i Dax
  - Sigrid Ulbricht, niemiecka lekkoatletka, skoczkini w dal
  - Varujan Vosganian, rumuński ekonomista, poeta, prozaik pochodzenia ormiańskiego
  - Mariusz Wollny, polski pisarz
- 26 lipca:
  - Julio Hernando García Peláez, kolumbijski duchowny katolicki, biskup Garagoa
  - Angela Hewitt, kanadyjska pianistka
  - Pascal Jolyot, francuski florecista
  - Grzegorz Kostrzewa-Zorbas, polski politolog, dziennikarz, dyplomata, samorządowiec
  - Romy Müller, niemiecka lekkoatletka, sprinterka
  - Ramona Neubert, niemiecka lekkoatletka, wieloboistka
  - Wojciech Pacyna, polski aktor, reżyser filmowy
  - Hałyna Pahutiak, ukraińska pisarka, publicystka
  - Viktoras Pranckietis, litewski polityk, przewodniczący Sejmu Republiki Litewskiej
  - Anna Szalbot, polska siatkarka
  - Franciszek Ślusarczyk, polski duchowny katolicki, biskup pomocniczy nominat krakowski
  - Niculae Zamfir, rumuński zapaśnik
- 27 lipca:
  - Christopher Dean, brytyjski łyżwiarz figurowy
  - Stanisław Gorczyca, polski samorządowiec, polityk, poseł na Sejm i senator RP
  - Kari Ristanen, fiński biegacz narciarski
- 28 lipca:
  - Luca Barbareschi, włoski aktor, polityk
  - Michael Hitchcock, amerykański aktor, komik, scenarzysta i producent telewizyjny
  - Dainius Junevičius, litewski fizyk, dyplomata
  - Pétur Ormslev, islandzki piłkarz, trener
  - Jarosław Ulatowski, polski przedsiębiorca, poseł na Sejm RP
- 29 lipca:
  - Imre Garaba, węgierski piłkarz
  - Marcus Gilbert, brytyjski aktor
  - Alvin Martin, angielski piłkarz
- 30 lipca:
  - Kate Bush, brytyjska piosenkarka
  - Artur Mamcarz, polski lekarz internista i kardiolog
  - Daley Thompson, brytyjski lekkoatleta
- 31 lipca:
  - Bill Berry, amerykański perkusista, członek zespołu R.E.M.
  - Mark Cuban, amerykański miliarder
  - Ignatius Kaigama, nigeryjski duchowny katolicki, arcybiskup metropolita Dżos
  - Andrzej Kostrzewa, polski szablista, trener
  - Małgorzata Ostrowska, polska polityk, poseł na Sejm RP (zm. 2024)
- 1 sierpnia:
  - Małgorzata Dłużewska, polska wioślarka
  - Tor Håkon Holte, norweski biegacz narciarski
  - Kiki Vandeweghe, amerykański koszykarz, trener
  - Adam Witkowski, polski kardiolog
- 2 sierpnia:
  - Brian Agler, amerykański trener koszykarski
  - Andrzej Kuśnierek, polski generał brygady
  - Rainer Troppa, niemiecki piłkarz (zm. 2023)
- 3 sierpnia:
  - Peter Eriksson, szwedzki polityk
  - Bettine Jahn, niemiecka lekkoatletka, sprinterka
  - Jolanta Kania-Szczygielska, polska siatkarka
  - Ryszard Andrzej Ostrowski, polski polityk, prawnik, poseł na Sejm RP
  - Kurt Thiim, duński kierowca wyścigowy
  - Lambert Wilson, francuski aktor, reżyser filmowy, teatralny, telewizyjny i radiowy, piosenkarz
- 4 sierpnia:
  - Mary Decker, amerykańska lekkoatletka, biegaczka średnio- i długodystansowa
  - Greg Foster, amerykański lekkoatleta, płotkarz (zm. 2023)
  - Jarmo Kärnä, fiński lekkoatleta, skoczek w dal
  - Andrzej Mientus, polski piłkarz ręczny, bramkarz
  - Roman Mosior, polski aktor dziecięcy
  - Edvaldo Oliveira Chaves, brazylijski piłkarz, trener
  - Phil Scott, amerykański polityk, gubernator stanu Vermont
  - Silwan Szalom, izraelski polityk
- 5 sierpnia:
  - Juli-Jo’el Edelstein, izraelski polityk
  - Uładzimir Makiej, białoruski polityk, dyplomata (zm. 2022)
  - Aleksandr Możajew, rosyjski szpadzista
  - Ulla Salzgeber, niemiecka jeźdźczyni sportowa
- 6 sierpnia:
  - Ricky Echolette, niemiecki gitarzysta, klawiszowiec, kompozytor, członek zespołu Alphaville
  - Philippe Jeannol, francuski piłkarz
  - Souleymane Ndéné Ndiaye, senegalski polityk, premier Senegalu
  - Didier Reynders, belgijski i waloński polityk
  - Mitchell Rozanski, amerykański duchowny katolicki pochodzenia polskiego, biskup pomocniczy Baltimore
- 7 sierpnia:
  - Bruce Dickinson, brytyjski wokalista, członek zespołu Iron Maiden
  - Zlatko Krmpotić, serbski piłkarz, trener
  - Bart Staes, belgijski i flamandzki polityk
- 8 sierpnia:
  - Daniel Abineri, brytyjsko-australijski aktor, dramaturg, autor tekstów piosenek
  - Leszek Aleksandrzak, polski samorządowiec, polityk, poseł na Sejm RP
  - Harry Crosby, amerykański aktor
  - Rick Houenipwela, polityk, premier Wysp Salomona
  - Mauro Maur, włoski trębacz
  - Akihiro Nishimura, japoński piłkarz
  - Cecilia Roth, argentyńska aktorka
  - Nigel Spink, angielski piłkarz, bramkarz
- 9 sierpnia:
  - Amanda Bearse, amerykańska aktorka
  - Preben Eriksen, duński żużlowiec
  - Jean-Claude Hollerich, luksemburski duchowny katolicki, arcybiskup Luksemburga
  - Marek Olbryś, polski samorządowiec, wicemarszałek województwa podlaskiego
  - Dagmar Švubová, czeska biegaczka narciarska
- 10 sierpnia:
  - Rami al-Hamd Allah, palestyński polityk, premier Palestyny
  - Wolfgang Funkel, niemiecki piłkarz, trener
  - Jekatierina Gruń, rosyjska lekkoatletka, płotkarka
  - Robert Gryczyński, polski kierowca rajdowy
  - Don Swayze, amerykański aktor, kaskader
- 11 sierpnia:
  - Achmad Bakajew, rosyjski kompozytor pochodzenia tadżyckiego
  - Ángel Rossi, argentyński duchowny katolicki, arcybiskup Kordoby, kardynał
  - Pascale Trinquet, francuska florecistka
- 12 sierpnia:
  - Takanori Jinnai, japoński aktor, reżyser filmowy, piosenkarz
  - Mirosław Lenk, polski samorządowiec, prezydent Raciborza
  - Halina Radacz, polska duchowna luterańska
- 13 sierpnia:
  - Hank Cheyne, amerykański aktor
  - Bojczo Weliczkow, bułgarski piłkarz
- 14 sierpnia – Celso Antônio Marchiori, brazylijski duchowny katolicki, biskup Apucarany
- 15 sierpnia:
  - Lourdu Anandam, indyjski duchowny katolicki
  - Rondell Sheridan, amerykański aktor
- 16 sierpnia:
  - Angela Bassett, amerykańska aktorka
  - Rajmonda Bulku, albańska aktorka
  - Diane Dodds, brytyjska nauczycielka, polityk
  - Anne L’Huillier, francuska fizyczka, laureatka Nagrody Nobla
  - Madonna, amerykańska piosenkarka, kompozytorka, autorka tekstów, producentka muzyczna, aktorka pochodzenia włoskiego
  - Kenneth Richards, jamajski duchowny katolicki, arcybiskup Kingston
  - Steve Sem-Sandberg, szwedzki dziennikarz, pisarz, tłumacz
  - Rachel Talalay, amerykańska reżyserka i producentka filmowa i telewizyjna
- 17 sierpnia:
  - Nicholas Bell, australijski aktor
  - Belinda Carlisle, amerykańska piosenkarka, aktorka
  - Francisco González Ramos, meksykański duchowny katolicki, biskup Izcalli
  - Zbigniew Machej, polski poeta, tłumacz literatury czeskiej i słowackiej, działacz kulturalny
  - Jolanta Sekulak-Szymańska, polska hokeistka na trawie
- 18 sierpnia:
  - Didier Auriol, francuski kierowca rajdowy
  - Gianni Giacomini, włoski kolarz szosowy
  - Madeleine Stowe, amerykańska aktorka
  - Bernard Wojciechowski, polski polityk, eurodeputowany
- 19 sierpnia:
  - Tadeusz Chudecki, polski aktor
  - Gary Gaetti, amerykański baseballista pochodzenia włoskiego
  - Doug Hamilton, kanadyjski wioślarz
  - Brendan Nelson, australijski lekarz, polityk
  - Rick Snyder, amerykański polityk, gubernator stanu Michigan
  - Marek Szala, polski rzeźbiarz
- 20 sierpnia:
  - Reha Çamuroğlu, turecki pisarz, historyk, polityk
  - Michael Dodd, amerykański siatkarz plażowy, trener
  - Walentin Rajczew, bułgarski zapaśnik
  - David O. Russell, amerykański reżyser i scenarzysta filmowy
  - Melitta Sollmann, niemiecka saneczkarka
  - Tomatito, hiszpański gitarzysta pochodzenia romskiego
- 21 sierpnia:
  - Joanna Januszewska-Jurkiewicz, polska historyk, wykładowczyni akademicka
  - Petr Rada, czeski piłkarz, trener
- 22 sierpnia:
  - Colm Feore, amerykański aktor
  - Donatas Jankauskas, litewski polityk, samorządowiec, inżynier, poseł, minister pracy
  - Vernon Reid, brytyjski gitarzysta, członek zespołu Living Colour
- 23 sierpnia:
  - Julien Nkoghe Bekale, gaboński polityk, premier Gabonu
  - Bill Haslam, amerykański polityk, gubernator Tennessee
  - Karel Plíhal, czeski wokalista, gitarzysta, autor tekstów, aranżer
  - James Van Praagh, amerykański pisarz, producent telewizyjny, medium
- 24 sierpnia:
  - Steve Guttenberg, amerykański aktor
  - Tamás Preszeller, węgierski piłkarz
  - Mykoła Romaniuk, ukraiński polityk (zm. 2017)
  - Yan Lianke, chiński pisarz
- 25 sierpnia:
  - Tim Burton, amerykański reżyser, scenarzysta i producent filmowy
  - Marcin Gugulski, polski dziennikarz, publicysta, polityk, rzecznik prasowy rządu
  - Petyr Iwanow, bułgarski zapaśnik
  - Stanisław Jaskułka, polski lekkoatleta, skoczek w dal
  - Christian LeBlanc, amerykański aktor
  - Enrico Rossi, włoski samorządowiec, polityk, prezydent Toskanii
- 26 sierpnia:
  - Piotr Bąk, polski aktor
  - Maddalena Calia, włoska prawnik, działaczka samorządowa, polityk
  - Klaus Ostwald, niemiecki skoczek narciarski
  - Juan Antonio Señor, hiszpański piłkarz, trener
  - Jonathan Tisdall, norweski szachista, dziennikarz
  - Nichi Vendola, włoski polityk, publicysta
  - Zlatko Vujović, chorwacki piłkarz
  - Zoran Vujović, chorwacki piłkarz
- 27 sierpnia:
  - Andreas Bielau, niemiecki piłkarz, trener
  - Jean-Yves Berteloot, francuski aktor
  - Kathy Hochul, amerykańska polityk, gubernator Nowego Jorku
  - Siergiej Krikalow, rosyjski major, inżynier mechanik, kosmonauta
  - Eugenijus Maldeikis, litewski ekonomista, polityk
  - Marcos Paquetá, brazylijski trener piłkarski
- 28 sierpnia:
  - Zdeňka Hladká, czeska językoznawczyni
  - Whip Hubley, amerykański aktor
  - Lech Karwowski, polski krytyk i historyk sztuki
  - Peter Malota, albański aktor, kaskader, instruktor wschodnich sztuk walki
  - Jacek Osuch, polski przedsiębiorca, polityk, poseł na Sejm RP
  - Alonso Zapata, kolumbijski szachista, trener
- 29 sierpnia:
  - Juninho Fonseca, brazylijski piłkarz, trener
  - Michael Jackson, amerykański piosenkarz, tancerz, kompozytor, autor tekstów, aktor, filantrop (zm. 2009)
- 30 sierpnia:
  - Richard Burgi, amerykański aktor
  - Anna Politkowska, rosyjska dziennikarka, obrończyni praw człowieka (zm. 2006)
- 31 sierpnia:
  - Stephen Cottrell, brytyjski duchowny anglikański, arcybiskup Yorku, prymas Anglii
  - Piotr Kurka, polski rzeźbiarz
  - Eduardo Lago, brazylijski aktor
  - Michael Linhart, austriacki dyplomata
  - Antoni Ostrouch, polski aktor
  - Éric Zemmour, francuski dziennikarz prasowy, telewizyjny i radiowy, eseista i polemista
- 1 września:
  - Maksymilian Biskupski, polski rzeźbiarz
  - Siergiej Garmasz, rosyjski aktor
  - Alena Hanáková, czeska nauczycielka, polityk
- 2 września:
  - Guntis Belēvičs, łotewski lekarz, farmaceuta, polityk
  - Víctor Fasano, brazylijski aktor
  - Olivier Grouillard, francuski kierowca wyścigowy
  - Zdravko Krivokapić, czarnogórski polityk, premier Czarnogóry
  - Ewa Miszewska, polska brydżystka
- 3 września:
  - José Carlos Chaves, kostarykański piłkarz
  - Peter van Dalen, holenderski polityk
  - Shakti Kapoor, indyjski aktor
- 4 września:
  - Glenn Hubbard, amerykański ekonomista
  - George Hurley, amerykański perkusista, członek zespołów: Minutemen i Firehose
  - Ryszard Maciej Nyczka, polski reżyser filmowy
  - Yach Paszkiewicz, polski reżyser teledysków, animator kultury (zm. 2017)
  - Satoshi Tezuka, japoński piłkarz
- 5 września:
  - Lars Danielsson, szwedzki kontrabasista jazzowy
  - Andrej Ďurkovský, słowacki samorządowiec, burmistrz Bratysławy
  - Marian Zych, polski gitarzysta basowy
- 6 września:
  - Jeff Foxworthy, amerykański aktor, komik
  - Khalil Mohammed, iracki piłkarz
  - Michael Winslow, amerykański aktor, komik
  - Leszek Zegzda, polski samorządowiec, wicemarszałek województwa małopolskiego
- 7 września – Stane Zore, słoweński duchowny katolicki, arcybiskup Lublany
- 8 września:
  - Siergiej Smagin, rosyjski szachista
  - Irena Stanisławska, polska dziennikarka, pisarka
- 9 września:
  - Nathalie Guetta, francuska aktorka
  - Karol Młynarczyk, polski lekarz, samorządowiec, wicewojewoda łódzki
  - Ștefan Negrișan, rumuński zapaśnik
- 10 września:
  - Chris Columbus, amerykański reżyser, scenarzysta i producent filmowy
  - Siobhan Fahey, irlandzka wokalistka, muzyk, autorka tekstów, członkini zespołów: Bananarama i Shakespears Sister
  - Anna Malm, polska mikrobiolog, profesor nauk farmaceutycznych
- 11 września:
  - Roxann Dawson, amerykańska aktorka, reżyserka filmowa
  - Julia Nickson-Soul, singapurska aktorka
  - Scott Patterson, amerykański baseballista, aktor
  - Guillermo del Riego, hiszpański kajakarz
- 12 września:
  - Wilfred Benítez, portorykański bokser
  - Mark Demesmaeker, belgijski i flamandzki polityk
  - Constantin Ionescu, rumuński szachista (zm. 2024)
  - Sergio Salgado, chilijski piłkarz
- 13 września:
  - Domenico Dolce, włoski projektant mody
  - Oleg Kwasza, rosyjski muzyk, kompozytor
  - Sylwester Pawłowski, polski polityk, samorządowiec, poseł na Sejm RP
  - Paweł Przytocki, polski dyrygent
  - Peter Wirnsberger, austriacki narciarz alpejski
- 14 września:
  - Serhij Ałeksiejew, ukraiński hokeista
  - Stanislovas Buškevičius, litewski polityk
  - John Herrington, amerykański pilot wojskowy i doświadczalny, astronauta
  - Silas Malafaia, brazylijski pastor zielonoświątkowy, pisarz, teleewangelista
  - Waldemar Pieńkowski, polski inżynier budownictwa, samorządowiec, literat
- 15 września:
  - Jerzy Christ, polski hokeista
  - Dorota Macieja, polska dziennikarka
  - Kari Virtanen, fiński piłkarz, trener
  - Inese Zandere, łotewska pisarka, poetka
- 16 września:
  - Orel Hershiser, amerykański baseballista
  - Mladen Ivanić, bośniacki polityk narodowości serbskiej
  - Robert Kołos, polski fizykochemik
  - Neville Southall, walijski piłkarz, bramkarz
  - Zenon Szczepankowski, polski inżynier, samorządowiec, starosta przasnyski
  - Jennifer Tilly, amerykańska aktorka
- 17 września:
  - Janez Janša, słoweński polityk, premier Słowenii
  - Sabina Pasoń, polska malarka
  - Piotr Zakrzewski, polski matematyk, wykładowca akademicki
- 18 września:
  - John Aldridge, irlandzki piłkarz
  - Jerzy Jurecki, polski dziennikarz, publicysta
- 19 września:
  - Lita Ford, brytyjska wokalistka, gitarzystka, członkini zespołu The Runaways
  - Kevin Hooks, amerykański aktor, producent i reżyser filmowy i telewizyjny
  - Korado Korlević, chorwacki astronom
  - Marek Szydlik, polski siatkarz
  - Tadeusz Szubka, polski filozof
  - José Torres, kubańsko-polski perkusista
- 20 września:
  - Tünde Csonkics, węgierska szachistka, sędzina
  - Mychael Danna, kanadyjski kompozytor muzyki filmowej
  - Paweł Kowalewski, polski malarz
  - Ghassan Massoud, syryjski aktor
  - Norbert Meier, niemiecki piłkarz, trener
  - Fortunato Morrone, włoski duchowny katolicki, arcybiskup Reggio Calabria-Bova
  - Leszek Piechota, polski inżynier, samorządowiec, polityk, senator RP
  - Leszek Smykowski, polski polityk, poseł na Sejm RP
  - Anton Steiner, austriacki narciarz alpejski
  - Remigijus Valiulis, litewski lekkoatleta, sprinter (zm. 2023)
- 21 września:
  - Manuel Heitor, portugalski inżynier, nauczyciel akademicki, polityk
  - André Hennicke, niemiecki aktor, reżyser i producent filmowy
  - Rick Mahorn, amerykański koszykarz
  - Gary Oakes, brytyjski lekkoatleta, płotkarz
  - Jay Triano, kanadyjski koszykarz, trener
- 22 września:
  - Zofia Bielczyk, polska lekkoatletka, płotkarka
  - Andrea Bocelli, włoski śpiewak operowy (tenor), kompozytor, autor piosenek, producent muzyczny, multiinstrumentalista
  - João Campos, portugalski lekkoatleta, średnio- i długodystansowiec
  - Amadou Dia Ba, senegalski lekkoatleta, płotkarz
  - Bogusław Dybaś, polski historyk
  - Joan Jett, amerykańska wokalistka, członkini zespołu The Runaways
  - René Rebolledo, chilijski duchowny katolicki, arcybiskup metropolita La Serena
- 23 września:
  - Bogusław Baniak, polski piłkarz, trener
  - Bente Kahan, norweska aktorka, piosenkarka pochodzenia żydowskiego
  - Besnik Mustafaj, albański pisarz, polityk, dyplomata
  - Leon Popek, polski historyk
- 24 września:
  - Jan Dobrzyński, polski polityk, wojewoda podlaski, senator RP
  - Luisa Merea, peruwiańska siatkarka
  - Kevin Sorbo, amerykański aktor
  - Alenka Sottler, słoweńska ilustratorka i malarka
- 25 września:
  - Wojciech Bonisławski, polski polonista
  - Anatolij Kotieniow, białoruski aktor
  - Jan Vokál, czeski duchowny katolicki, biskup hradecki
- 26 września:
  - Robert Kagan, amerykański publicysta, analityk polityczny
  - Mariusz Piasecki, polski szermierz, trener
  - Kenny Sansom, angielski piłkarz
- 27 września:
  - Neil Adams, brytyjski judoka
  - Marek Ast, polski samorządowiec, polityk, poseł na Sejm RP
  - Shaun Cassidy, amerykański piosenkarz, producent telewizyjny, aktor, scenarzysta
  - Quique Setién, hiszpański piłkarz, trener
  - Irvine Welsh, szkocki pisarz
- 28 września:
  - François Biltgen, luksemburski polityk
  - Julio César Corniel Amaro, dominikański duchowny katolicki, biskup Puerto Plata
  - Peter Gantzler, duński aktor
  - Angella Taylor-Issajenko, kanadyjska lekkoatletka, sprinterka
- 29 września:
  - Ferenc Fazekas, serbski duchowny rzymskokatolicki, biskup diecezjalny Suboticy
  - John Payne, brytyjski muzyk
  - Kim Pyung-seok, południowokoreański piłkarz, trener
  - Marcin Przeciszewski, polski dziennikarz, działacz katolicki
  - Kamila Sammler, polska aktorka
  - Karen Young, amerykańska aktorka
- 30 września:
  - Małgorzata Dajewska, polska artystka tworząca szkło artystyczne
  - Jaime Muñoz Pedroza, kolumbijski duchowny katolicki, biskup Arauca i Girardot
- 1 października:
  - Ana Caram, brazylijska wokalistka, gitarzystka, flecistka
  - Marek Kalita, polski aktor
  - Jerzy Meysztowicz, polski polityk, poseł na Sejm RP
  - Piotr Piekarczyk, polski piłkarz, trener
  - Roger Ruud, norweski skoczek narciarski
- 2 października:
  - Maciej Dutkiewicz, polski reżyser i scenarzysta filmowy
  - Robbie Nevil, amerykański piosenkarz, kompozytor, gitarzysta
  - Laurette Onkelinx, belgijska i walońska polityk
  - Didier Sénac, francuski piłkarz, trener
- 3 października:
  - Mariola Abrahamczyk, polska wioślarka
  - Alex Bodry, luksemburski samorządowiec, polityk
  - Aleksander Madyda, polski historyk
  - Waldemar Malicki, polski pianista, popularyzator muzyki
- 4 października:
  - Domicela Kopaczewska, polska pedagog, polityk, poseł na Sejm RP
  - Ned Luke, amerykański aktor
  - Włodek Pawlik, polski pianista jazzowy, kompozytor, pedagog
  - Danuta Stanisławska, polska hokeistka na trawie
  - Jan Tombiński, polski dyplomata
- 5 października:
  - Regine Berg, belgijska lekkoatletka, sprinterka i biegaczka średniodystansowa
  - Jan Brzozowski, polski generał brygady
  - Neil deGrasse Tyson, amerykański astrofizyk
  - Antonio Di Gennaro, włoski piłkarz
  - Brent Jett, amerykański pilot wojskowy, astronauta, komandor US Navy
  - Manuel Landeta, meksykański aktor, piosenkarz
  - Zrinko Ogresta, chorwacki reżyser i scenarzysta filmowy
- 6 października:
  - Bruno Bonnell, francuski producent gier komputerowych
  - Flavio Caballero, kolumbijski aktor
  - Giovanni Crippa, włoski duchowny katolicki, biskup Estâncii w Brazylii
  - Ludo De Rey, belgijski kolarz przełajowy
  - Guillermo Fernández Vara, hiszpański polityk, prezydent Estremadury
  - Jeffrey Haines, amerykański duchowny katolicki, biskup pomocniczy Milwaukee
  - Alena Mrázová, czeska pisarka, tłumaczka, nauczycielka akademicka
  - Janusz Poniewierski, polski pisarz i publicysta katolicki
- 7 października:
  - Bernardo Arévalo, gwatemalski polityk, prezydent Gwatemali
  - Wojciech Drzyzga, polski siatkarz, trener, komentator telewizyjny
  - Judy Landers, amerykańska aktorka, reżyserka i scenarzystka filmowa
  - Julio Alberto Moreno, hiszpański piłkarz
  - Grant Turner, nowozelandzki piłkarz (zm. 2023)
- 8 października:
  - Troy Denning, amerykański pisarz
  - Ursula von der Leyen, niemiecka polityk, przewodnicząca Komisji Europejskiej
  - Heinz Lüdi, szwajcarski piłkarz
- 9 października:
  - Jurij Bojko, ukraiński polityk
  - Al Jourgensen, amerykański muzyk, kompozytor, wokalista, członek zespołów: Ministry, Revolting Cocks i Lard
  - Michael Paré, amerykański aktor, piosenkarz, model, kucharz
- 10 października:
  - John Grunsfeld, amerykański fizyk, astronauta
  - Tibor Mičinec, słowacki piłkarz
  - J. Eddie Peck, amerykański aktor
  - Wiesław Piotrowicz, polski rugbysta, sędzia
  - Tanya Tucker, amerykańska piosenkarka country
- 11 października:
  - Rossella Galbiati, włoska kolarka torowa i szosowa
  - Hanna Kinder-Kiss, polska aktorka dubbingowa
  - Gilles Lebreton, francuski prawnik, polityk
- 12 października:
  - Steve Austria, amerykański polityk
  - Roberto Carboni, włoski duchowny katolicki, biskup Ales-Terralba
  - Lutz Haueisen, niemiecki kolarz torowy i szosowy
- 13 października:
  - Ana Bertha Espín, meksykańska aktorka telewizyjna
  - Maria Cantwell, amerykańska polityk, senator
  - Stanisław Ciesielski, polski rolnik, polityk, poseł na Sejm RP
  - Dwayne Evans, amerykański lekkoatleta, sprinter
  - Heleen Hage, holenderska kolarka szosowa
  - Edward Müller, polski związkowiec, polityk, poseł na Sejm RP
  - Veljko Ostojić, chorwacki polityk
  - Stanisław Rakoczy, polski polityk, wicemarszałek województwa opolskiego
  - Rafał Stradomski, polski kompozytor, pianista, pisarz
- 14 października:
  - Thomas Dolby, angielski muzyk
  - Giuseppe Fioroni, włoski lekarz, polityk
  - Isabel Sabogal Dunin-Borkowski, polsko-peruwiańska pisarka, poetka, tłumaczka
- 15 października:
  - Renée Jones, amerykańska aktorka, modelka
  - Perlat Musta, albański piłkarz, bramkarz, trener
  - Giuseppe Oristânio, brazylijski aktor, reżyser filmowy, telewizyjny i teatralny
  - Andrzej Ruciński, polski polityk, przedsiębiorca, poseł na Sejm RP
  - Gerry Sorensen, kanadyjska narciarka alpejska
- 16 października:
  - Miklosz Deki Czureja, polski kompozytor, skrzypek pochodzenia romskiego
  - Armando Manzo, meksykański piłkarz
  - Zygmunt Robaszkiewicz, polski duchowny katolicki, biskup Morombe na Madagaskarze
  - Tim Robbins, amerykański aktor, reżyser i scenarzysta filmowy
  - Krzysztof Wójcik, polski nauczyciel, samorządowiec, prezydent Bytomia
- 17 października:
  - Elefteria Arwanitaki, grecka piosenkarka
  - Alan Jackson, amerykański muzyk country, wokalista, autor tekstów
  - Joanna Tokarska-Bakir, polska antropolożka kultury
- 18 października:
  - Hrant Bagratian, armeński ekonomista
  - Harold Haenel, amerykański żeglarz sportowy
  - Thomas Hearns, amerykański bokser
  - Andrei Ianko, rumuński zapaśnik
  - Krzysztof Kochański, polski pisarz science fiction i fantasy
  - Julio Olarticoechea, argentyński piłkarz
  - Andrzej Ozga, polski aktor, piosenkarz, satyryk
  - Predrag Pašić, bośniacki piłkarz
- 19 października:
  - Andrzej Desperak, polski malarz, grafik, pedagog (zm. 2024)
  - Dario Franceschini, włoski polityk
  - Dulcênio Fontes de Matos, brazylijski duchowny katolicki, biskup Palmeira dos Índios
  - Fientje Moerman, belgijska i flamandzka polityk
  - Gerhard Scheller, niemiecki kolarz torowy
  - Michael Steele, amerykański prawnik, polityk
- 20 października:
  - Lynn Flewelling, amerykańska pisarka fantasy
  - Louis Giscard d’Estaing, francuski polityk
  - Stein Gran, norweski piłkarz
  - Scott Hall, amerykański wrestler
  - Mark King, brytyjski basista, członek zespołu Level 42
  - Aletta van Manen, holenderska hokeistka na trawie
  - Viggo Mortensen, amerykański aktor pochodzenia duńskiego
  - Ivo Pogorelić, chorwacki pianista
- 21 października:
  - Zenon Durka, polski prawnik, polityk, poseł na Sejm RP
  - Andriej Gejm, brytyjsko-holenderski fizyk pochodzenia rosyjskiego, laureat Nagrody Nobla
  - Julio Medem(inne języki), hiszpański reżyser i scenarzysta filmowy
  - Eugene Nugent, irlandzki duchowny katolicki, arcybiskup, nuncjusz apostolski
- 22 października:
  - Virgil Donati, australijski muzyk, kompozytor, członek zespołów: Southern Sons(inne języki), Planet X, Ring of Fire, Devil’s Slingshot(inne języki) i Seven the Hardway(inne języki)
  - Luizinho, brazylijski piłkarz, trener
  - Ramiro Vargas, boliwijski piłkarz, trener
- 23 października:
  - Stefan Chazbijewicz, polski reżyser filmowy
  - Stanisław Chmielewski, polski prawnik, samorządowiec, polityk, poseł na Sejm RP
  - Jerzy Chudeusz, polski koszykarz, trener
  - Liv Signe Navarsete, norweska polityk
  - Frank Schaffer, niemiecki lekkoatleta, sprinter
- 24 października:
  - Alain Couriol, francuski piłkarz
  - Johann Dihanich, austriacki piłkarz
  - Marian Florek, polski aktor, reżyser, poeta
  - Krzysztof Krupiński, polski aktor, poeta, prozaik, autor tekstów piosenek
  - Alenka Sottler, słoweńska ilustratorka i malarka
- 25 października:
  - Kornelia Ender, niemiecka pływaczka
  - Jan Kuriata, polski polityk, nauczyciel akademicki, poseł na Sejm RP
  - Johnny Unser, amerykański kierowca wyścigowy
- 26 października:
  - Walter Junghans, niemiecki piłkarz, bramkarz, trener
  - Shaun Woodward, brytyjski polityk
- 27 października:
  - Manu Katché, francuski perkusista, wokalista, kompozytor, autor tekstów, producent muzyczny
  - Simon Le Bon, brytyjski wokalista, członek zespołu Duran Duran
  - Andrzej Tomanek, polski artysta kabaretowy, aktor, członek Kabaretu OT.TO
- 28 października:
  - Elfi Deufl, austriacka narciarka alpejska
  - Manzoor Hussain, pakistański hokeista na trawie (zm. 2022)
- 29 października:
  - Helena Czakowska, polska ekonomistka, profesor
  - Teresa Komorowska-Schielke, polska koszykarka
  - Ann-Marie MacDonald, kanadyjska pisarka
  - David Remnick, amerykański dziennikarz i pisarz
- 30 października:
  - François Kalist, francuski duchowny katolicki, biskup Limoges, arcybiskup metropolita Clermont
  - Bernd Niesecke, niemiecki wioślarz
- 31 października:
  - Patrialis Akbar, indonezyjski prawnik, polityk
  - Aki Lahtinen, fiński piłkarz, trener
  - Jeannie Longo, francuska kolarka szosowa i torowa
  - Joseph Strickland, amerykański duchowny katolicki, biskup Tyler
  - Tomasz Wyżyński, polski tłumacz i leksykograf
- 1 listopada:
  - Philippe Chopin, francuski polityk
  - Tarcisio Isao Kikuchi, japoński duchowny katolicki, arcybiskup Tokio
  - Krzysztof Lis, polski samorządowiec, starosta szczecinecki
- 2 listopada:
  - Michka Assayas, francuski pisarz, dziennikarz muzyczny
  - Siemion Dwojris, rosyjski szachista
  - Jerzy Jeszke, polski wokalista, aktor musicalowy
  - Willie McGee, amerykański baseballista
  - Andrzej Różański, polski polityk, poseł na Sejm RP
- 4 listopada:
  - Józef Polok, polski aktor, muzyk, członek zespołu Kapela ze Śląska (zm. 2008)
  - Rodrigo Rey Rosa, gwatemalski pisarz
  - Dominique Voynet, francuska lekarka, polityk
- 5 listopada:
  - Marek Biegun, polski piłkarz
  - Robert Chojnacki, polski muzyk, kompozytor
  - Hervé Mariton, francuski polityk
  - Robert Patrick, amerykański aktor, producent filmowy
- 6 listopada:
  - Urs Freuler, szwajcarski kolarz szosowy i torowy
  - Hery Rajaonarimampianina, madagaskarski ekonomista, polityk, prezydent Madagaskaru
- 7 listopada:
  - Krzysztof Kilian, polski menedżer, polityk, minister łączności
  - Dmitrij Kozak, rosyjski prawnik, polityk
- 8 listopada:
  - Gerolf Annemans, belgijski i flamandzki polityk
  - Carolyn Becker, amerykańska siatkarka
  - Gerald Mortag, niemiecki kolarz szosowy i torowy (zm. 2023)
- 9 listopada:
  - Krzysztof Kołtun, polski poeta
  - Jerzy Wcisła, polski dziennikarz, samorządowiec, polityk, senator RP
  - Stanisław Zarychta, polski wiceadmirał
- 10 listopada:
  - Stephen Herek, amerykański reżyser filmowy
  - Antoine Kambanda, rwandyjski duchowny katolicki, biskup Kibungo, kardynał
  - Hans-Uwe Pilz, niemiecki piłkarz
- 11 listopada:
  - Jolanta Banach, polska polityk, poseł na Sejm RP
  - Kazimieras Černis, litewski astronom
  - Anatolij Jarkin, rosyjski kolarz szosowy
- 12 listopada:
  - Megan Mullally, amerykańska aktorka, piosenkarka, prezenterka telewizyjna
  - István Szent-Iványi, węgierski dyplomata, polityk
- 13 listopada:
  - Linda Jackson, kanadyjska kolarka szosowa
  - Stephenson King, polityk z Saint Lucia, premier
  - Izabela Kłosińska, polska śpiewaczka operowa (sopran)
  - Sílvio Paiva, brazylijski piłkarz
  - Adam Szejnfeld, polski prawnik, polityk, poseł na Sejm, eurodeputowany, senator RP
  - Stanisław Wszołek, polski duchowny katolicki
- 14 listopada:
  - Rachil Ejdelson, białoruska szachistka
  - Sergio Goyri, meksykański aktor
  - Michał Juszczakiewicz, polski aktor, reżyser, scenarzysta i producent filmów dokumentalnych
  - Cindy Noble, amerykańska koszykarka, trenerka
  - Ingrīda Latimira, łotewska ekonomistka, polityk (zm. 2024)
  - James Martinez, amerykański zapaśnik
  - Francesco Pannofino, włoski aktor
  - Edmond Spaho, albański ekonomista
- 15 listopada:
  - Anamaria Beligan, rumuńska pisarka, scenarzystka, reżyserka
  - Wadim Tyszkiewicz, polski przedsiębiorca, samorządowiec, polityk, prezydent Nowej Soli, senator RP
  - Franz Wembacher, niemiecki saneczkarz
- 16 listopada:
  - Sooronbaj Dżeenbekow, kirgiski polityk, premier i prezydent Kirgistanu
  - Marg Helgenberger, amerykańska aktorka
  - Anne Holt, norweska prawniczka, pisarka
  - Edward Sarul, polski lekkoatleta, kulomiot
  - Anna Trzecińska, polska ekonomistka, wiceprezes NBP
- 17 listopada:
  - Glenn Dods, nowozelandzki piłkarz
  - Frank van Hattum, nowozelandzki piłkarz, bramkarz pochodzenia holenderskiego
  - Mary Elizabeth Mastrantonio, amerykańska aktorka, pisarka piosenkarka pochodzenia włoskiego
  - Raymond Pepperell, gitarzysta punkrockowego zespołu Dead Kennedys
  - Tomasz Rudomino, polski dziennikarz, krytyk sztuki, publicysta, podróżnik
- 18 listopada:
  - Daniel Brailovsky, argentyńsko-izraelski piłkarz, trener
  - Robert Dill-Bundi, szwajcarski kolarz torowy i szosowy
  - Elżbieta Mielczarek, polska wokalistka bluesowa
  - Roman Pindel, polski duchowny katolicki, biskup bielsko-żywiecki
  - Shirley Strong, brytyjska lekkoatletka, płotkarka
- 19 listopada:
  - Algirdas Butkevičius, litewski inżynier budownictwa, polityk, premier Litwy
  - Terrence C. Carson, amerykański aktor
  - Charlie Kaufman, amerykański scenarzysta i producent filmowy pochodzenia żydowskiego
  - Mette Mestad, norweska biathlonistka
  - Gianni Pittella, włoski chirurg, polityk
  - Konrad Wiśniowski, polski kontradmirał
  - Stanislav Zvolenský, słowacki duchowny katolicki, arcybiskup metropolita bratysławski
- 20 listopada:
  - Grzegorz Kupczyk, polski wokalista, autor tekstów, muzyk, producent muzyczny, członek zespołów: Turbo, Panzer X, Esqarial, CETI i Last Warrior
  - Ewa Szuszkiewicz, polska astrofizyk, astronom, astrobiolog
  - Rudi Vervoort, belgijski prawnik, samorządowiec, polityk
- 21 listopada – David Reivers, amerykański aktor
- 22 listopada:
  - Anatol (Aksionow), rosyjski biskup prawosławny
  - Merita Çoçoli, albańska aktorka i dziennikarka
  - Ibrahim ibni Almarhum, król Malezji
  - Jamie Lee Curtis, amerykańska aktorka, autorka książek dla dzieci
  - Matthias Liebers, niemiecki piłkarz
  - Bruce Payne, brytyjski aktor
  - Jerzy Pękała, polski polityk, rolnik, poseł na Sejm RP
  - Ihor Surkis, ukraiński przedsiębiorca, polityk, działacz piłkarski pochodzenia żydowskiego
- 23 listopada:
  - Jelena Andriejuk, rosyjska siatkarka
  - Jizhar Aszdot, izraelski piosenkarz, kompozytor, producent muzyczny
  - Frank Johnson, amerykański koszykarz, trener
- 24 listopada:
  - Roy Aitken, szkocki piłkarz
  - Iwona Bos-Świecik, polska szachistka
  - Alain Chabat, francuski reżyser, scenarzysta, aktor, rysownik
  - Marek Sanak, polski genetyk, biolog molekularny
- 25 listopada – Adam Kruszewski, polski śpiewak operowy (baryton)
- 26 listopada:
  - Steve Buyer, amerykański polityk
  - Vilson Dias de Oliveira, brazylijski duchowny katolicki, biskup Limeiry
  - Ellen Fiedler, niemiecka lekkoatletka, płotkarka i sprinterka
  - Tapio Sipilä, fiński zapaśnik
  - James Warring, amerykański bokser, kick-boxer
- 27 listopada:
  - Paul Gosar, amerykański polityk, kongresman
  - Roger Graf, polski pisarz
  - Ewa Sudakiewicz, polska aktorka
- 28 listopada:
  - Kriss Akabusi, brytyjski lekkoatleta, sprinter i płotkarz pochodzenia nigeryjskiego
  - Francesc Antich, hiszpański prawnik, samorządowiec, polityk (zm. 2025)
  - Don Collins, amerykański koszykarz
  - Kim Delaney, amerykańska aktorka
  - Krzysztof Gardyna, polski duchowny katolicki, taternik, alpinista
  - Andrzej Kamiński, polski nauczyciel, samorządowiec, polityk, senator RP
  - Thom Mathews, amerykański aktor
  - Zbigniew Natkański, polski dziennikarz
  - Jacek Rakowiecki, polski dziennikarz prasowy
  - Stefka Sawowa, bułgarska szachistka
  - Jan Stopczyk, polski hokeista
  - Luis Rafael Zarama, amerykański duchowny katolicki pochodzenia kolumbijskiego, biskup pomocniczy Atlanty, biskup Raleigh
  - Zbigniew Ziejewski, polski polityk, samorządowiec, poseł na Sejm RP
- 29 listopada:
  - Sean Bobbitt, brytyjsko-amerykański operator filmowy
  - John Dramani Mahama, ghański historyk, polityk, prezydent Ghany
  - Chibly Langlois, haitański duchowny katolicki, biskup Les Cayes, kardynał
  - Piotr Łysak, polski aktor
  - Lew Psachis, izraelski szachista, trener
  - Steve Timmons, amerykański siatkarz
- 30 listopada:
  - Michel Bibard, francuski piłkarz
  - Miodrag Ješić, serbski piłkarz, trener (zm. 2022)
  - Gary Lewis, brytyjski aktor
  - Gloria Polo, kolumbijska dentystka, mistyczka katolicka
- 1 grudnia:
  - Javier Aguirre, meksykański piłkarz, trener
  - Kwesi Ahoomey-Zunu, togijski polityk, premier Togo
  - Candace Bushnell, amerykańska pisarka
  - Alberto Cova, włoski lekkoatleta, długodystansowiec
  - Mieczysław Kmieciak, polski żużlowiec
  - Gary Peters, amerykański polityk, senator
- 2 grudnia:
  - Ezio Gamba, włoski judoka
  - George Saunders, amerykański pisarz
  - Tadeusz Zatwarnicki, polski entomolog, wykładowca akademicki
- 3 grudnia:
  - Otto Becker, niemiecki jeździec sportowy
  - Barbara Nawrot, polska koszykarka
  - Alex White, irlandzki prawnik, polityk
- 4 grudnia:
  - Janusz Basałaj, polski dziennikarz sportowy, działacz piłkarski
  - Goran Dizdar, chorwacki szachista, trener
  - Samuel Doria Medina, boliwijski przedsiębiorca, polityk
  - Tim Hutchings, brytyjski lekkoatleta, długodystansowiec
  - Peter Kaiser, austriacki polityk, samorządowiec, starosta krajowy Karyntii
  - Renata Kokowska, polska lekkoatletka, maratonka
  - Adam Marczukiewicz, polski malarz, grafik
- 5 grudnia:
  - Carlos Orlando Caballero, honduraski piłkarz, trener
  - Irena Pospiszyl, polska pedagog resocjalizacyjna, patolog społeczny
- 6 grudnia:
  - Janusz Drzewucki, polski poeta, krytyk literacki, dziennikarz, wydawca
  - Nick Park, brytyjski twórca filmów animowanych, lalkowych i plastelinowych
  - Marek Vokáč, czeski szachista i trener szachowy (zm. 2021)
- 7 grudnia:
  - Marie-Louise Coleiro Preca, maltańska polityk, prezydent Malty
  - Martin Schaudt, niemiecki jeździec sportowy
  - Grażyna Wolszczak, polska aktorka
- 8 grudnia:
  - Michel Ferté, francuski kierowca wyścigowy (zm. 2023)
  - Witalij Mutko, rosyjski polityk, działacz sportowy
  - Mirosław Okoński, polski piłkarz
- 9 grudnia:
  - Aleksander Cichoń, polski zapaśnik
  - Waldemar Dobrowolski, polski polityk, poseł na Sejm RP
  - Raja Gosnell, amerykański reżyser i montażysta filmowy
  - Gerardo Murguía, meksykański aktor, model
  - Nick Seymour, australijski muzyk, producent muzyczny, członek zespołu Crowded House
- 10 grudnia:
  - Carlos de los Cobos, meksykański piłkarz, trener
  - Elżbieta Czerwińska-Sofulak, polska aktorka
  - Cornelia Funke, niemiecka autorka książek dla dzieci i młodzieży
  - Phạm Minh Chính, wietnamski polityk, premier Wietnamu
  - Roger Salnot, gwadelupski trener piłkarski
  - John J. York, amerykański aktor
- 11 grudnia:
  - Ever Hernández, salwadorski piłkarz
  - Isabella Hofmann, amerykańska aktorka
  - Chris Hughton, irlandzki piłkarz
  - Michael Lee, brytyjski żużlowiec
  - Alberto Ruiz-Gallardón, hiszpański prawnik, polityk
  - João Carlos Seneme, brazylijski duchowny katolicki, biskup Toledo
  - Tom Shadyac, amerykański reżyser i producent filmowy, pisarz
  - Nikki Sixx, amerykański basista, członek zespołu Mötley Crüe
  - Jewgienij Szaronow, rosyjski piłkarz wodny
- 12 grudnia:
  - Agnieszka Dubrawska, polska florecistka
  - Artur Dutkiewicz, polski pianista jazzowy
  - Trudi Lacey, amerykańska koszykarka, trenerka
  - Bryce Robins, nowozelandzki rugbysta
  - Sheree J. Wilson, amerykańska aktorka
- 13 grudnia:
  - Kanako Higuchi, japońska aktorka
  - Dana Strum, amerykański basista, członek zespołu Vinnie Vincent Invasion
  - Boris Zhukov, amerykański wrestler
- 14 grudnia:
  - Allan Boath, nowozelandzki piłkarz
  - Jan Fabre, flamandzki artysta multimedialny, dramaturg, reżyser, choreograf, scenograf
  - Mike Scott, brytyjski muzyk, członek zespołu The Waterboys
- 15 grudnia:
  - Rabah Madjer, algierski piłkarz, trener
  - Kazimierz Wlazło, polski prawnik, samorządowiec prezydent Radomia
- 16 grudnia:
  - Mirosław Bałka, polski rzeźbiarz
  - Debbie Scott-Bowker, kanadyjska lekkoatletka, biegaczka średnio- i długodystansowa
- 17 grudnia:
  - Mathias Jung, niemiecki biathlonista
  - Mike Mills, amerykański muzyk, wokalista, członek zespołu R.E.M.
  - Józef Ramlau, polski polityk, wicewojewoda kujawsko-pomorski
  - Jerzy Sądel, polski leśnik, samorządowiec, polityk, poseł na Sejm RP
  - Roberto Tozzi, włoski lekkoatleta, sprinter
- 18 grudnia:
  - John Cook, amerykański żużlowiec
  - Hanna Dunowska, polska aktorka (zm. 2019)
  - Jean-René Germanier, szwajcarski polityk
  - Bogusław Szwedo, polski dziennikarz, pisarz
- 19 grudnia:
  - Anthony Fusco, amerykański aktor
  - Limahl, brytyjski wokalista, członek zespołu Kajagoogoo
  - Rosita Pelayo, meksykańska aktorka
  - Stephan Weil, niemiecki prawnik, polityk, premier Dolnej Saksonii
- 20 grudnia:
  - Karel Choennie, surinamski duchowny katolicki, biskup Paramaribo
  - Jolanta Komsa, polska lekkoatletka, skoczkini wzwyż
  - Atsuji Miyahara, japoński zapaśnik
  - Jean-Santos Muntubila, kongijski piłkarz, trener
  - Jürgen Raab, niemiecki piłkarz
- 21 grudnia:
  - Tamara Bykowa, rosyjska lekkoatletka, skoczkini wzwyż
  - Grzegorz Gajewski, polski dziennikarz i menedżer telewizyjny, reżyser, scenarzysta i producent filmowy
  - Tomasz Jagodziński, polski polityk, senator RP
- 22 grudnia:
  - David Heavener, amerykański aktor, reżyser, scenarzysta i producent filmowy, piosenkarz
  - Masaaki Katō, japoński piłkarz
  - Ronny Martens, belgijski piłkarz
  - Stefano Sposetti, szwajcarski nauczyciel, astronom amator
  - Ömürbek Tekebajew, kirgiski polityk
  - Lenny Von Dohlen, amerykański aktor (zm. 2022)
  - Tracy Ward, brytyjska aktorka, działaczka ekologiczna
- 23 grudnia:
  - Joan Severance, amerykańska aktorka
  - Paula-Mae Weekes, trynidadzko-tobagijska polityk, prezydent Trynidadu i Tobago
- 24 grudnia:
  - Paul Pressey, amerykański koszykarz
  - Lea Sölkner, austriacka narciarka alpejska
  - Sophie von Weiler, holenderska hokeistka na trawie
- 25 grudnia:
  - Luciano Caveri, włoski dziennikarz, samorządowiec, polityk
  - Stefan Dryszel, polski tenisista stołowy, trener
  - Rickey Henderson, amerykański baseballista (zm. 2024)
  - Joop Hiele, holenderski piłkarz, bramkarz, trener
  - Konstantin Kinczew, rosyjski muzyk, wokalista, kompozytor, autor tekstów, członek zespołu Alisa
  - Ruth Leiserowitz, niemiecka historyk
  - Alannah Myles, kanadyjska piosenkarka, autorka tekstów
  - Messias dos Reis Silveira, brazylijski duchowny katolicki, biskup Uruaçu
  - Christina Romer, amerykańska ekonomistka
- 26 grudnia:
  - Jean-Marc Aveline, francuski duchowny katolicki, biskup pomocniczy Marsylii
  - Szota Chabareli, gruziński judoka
  - Mieko Harada, japońska aktorka, pisarka
- 27 grudnia:
  - Shahid Abbasi, pakistański przedsiębiorca, polityk
  - Barbara Crampton, amerykańska aktorka
  - Rita Kieber-Beck, liechtensteińska polityk
  - Eduardo Laing, honduraski piłkarz
  - Eugeniusz Minciel, polski malarz
  - Raymond Mommens, belgijski piłkarz, trener
  - Raset Ziatdinow, amerykański szachista, trener pochodzenia uzbeckiego
- 28 grudnia:
  - Dmitrij Boczkariew, rosyjski łyżwiarz szybki
  - Terry Butcher, angielski piłkarz, trener
  - Piotr Lass, polski lekarz, specjalista medycyny nuklearnej (zm. 2021)
  - Augustine Ndubueze Echema, nigeryjski duchowny katolicki, biskup Aby
  - Zoran Gajić, serbski trener siatkarski
- 29 grudnia:
  - Lakhdar Belloumi, algierski piłkarz, trener
  - Nancy J. Currie, amerykańska pilotka wojskowa, inżynier, astronautka
  - Elonka Dunin, amerykańska programistka gier komputerowych, pisarka, kryptolog pochodzenia polsko-chorwackiego
  - Sigitas Jakubauskas, litewski piłkarz, trener
  - Bobby Weaver, amerykański zapaśnik
  - Ewa Więckowska, polska lekarka, polityk, posłanka na Sejm RP
- 30 grudnia:
  - Piotr Cielesz, polski dziennikarz, publicysta, poeta
  - Lav Diaz, filipiński aktor, reżyser, scenarzysta, producent, operator i montażysta filmowy
  - Aleksandra Pawliszyn, polska filozofka
  - Dariusz Sikora, polski hokeista
- 31 grudnia:
  - Peter Hultqvist, szwedzki dziennikarz, samorządowiec, polityk
  - Tomomi Mochizuki, japoński reżyser filmów anime
  - Bebe Neuwirth, amerykańska aktorka
  - Barbara Wiśniewska, polska dziennikarka radiowa
- data dzienna nieznana: 
  - Robin Barnett, prawnik, brytyjski dyplomata
  - Joseph Finder, amerykański pisarz
  - Cindy Kiro, gubernator generalna Nowej Zelandii
  - B.A. Paris, brytyjska powieściopisarka
  - Ewa Siedlecka, polska dziennikarka

## Zdarzenia astronomiczne
- 12 października – całkowite zaćmienie Słońca

## Nagrody Nobla
- z fizyki – Pawieł Czerenkow, Ilja Frank, Igor Tamm
- z chemii – Frederick Sanger
- z medycyny – George Wells Beadle, Edward Lawrie Tatum, Joshua Lederberg
- z literatury – Boris Pasternak (nie przyjął nagrody)
- nagroda pokojowa – Georges Pire

## Święta ruchome
- Tłusty czwartek: 13 lutego
- Ostatki: 18 lutego
- Popielec: 19 lutego
- Niedziela Palmowa: 30 marca
- Pamiątka śmierci Jezusa Chrystusa: 3 kwietnia
- Wielki Czwartek: 3 kwietnia
- Wielki Piątek: 4 kwietnia
- Wielka Sobota: 5 kwietnia
- Wielkanoc: 6 kwietnia
- Poniedziałek Wielkanocny: 7 kwietnia
- Wniebowstąpienie Pańskie: 15 maja
- Zesłanie Ducha Świętego: 25 maja
- Boże Ciało: 5 czerwca